# 中央大学
1. 1960 - 1970年代の駿河台校舎

中央大学（ちゅうおうだいがく、英語: Chuo University）は、東京都八王子市東中野742-1に本部を置く日本の私立大学。1885年創立、1920年大学設置。大学の略称は中央（ちゅうおう）、中大（ちゅうだい）。8学部26学科と大学院各研究科を擁する総合大学である。

## 概観

### 大学全体

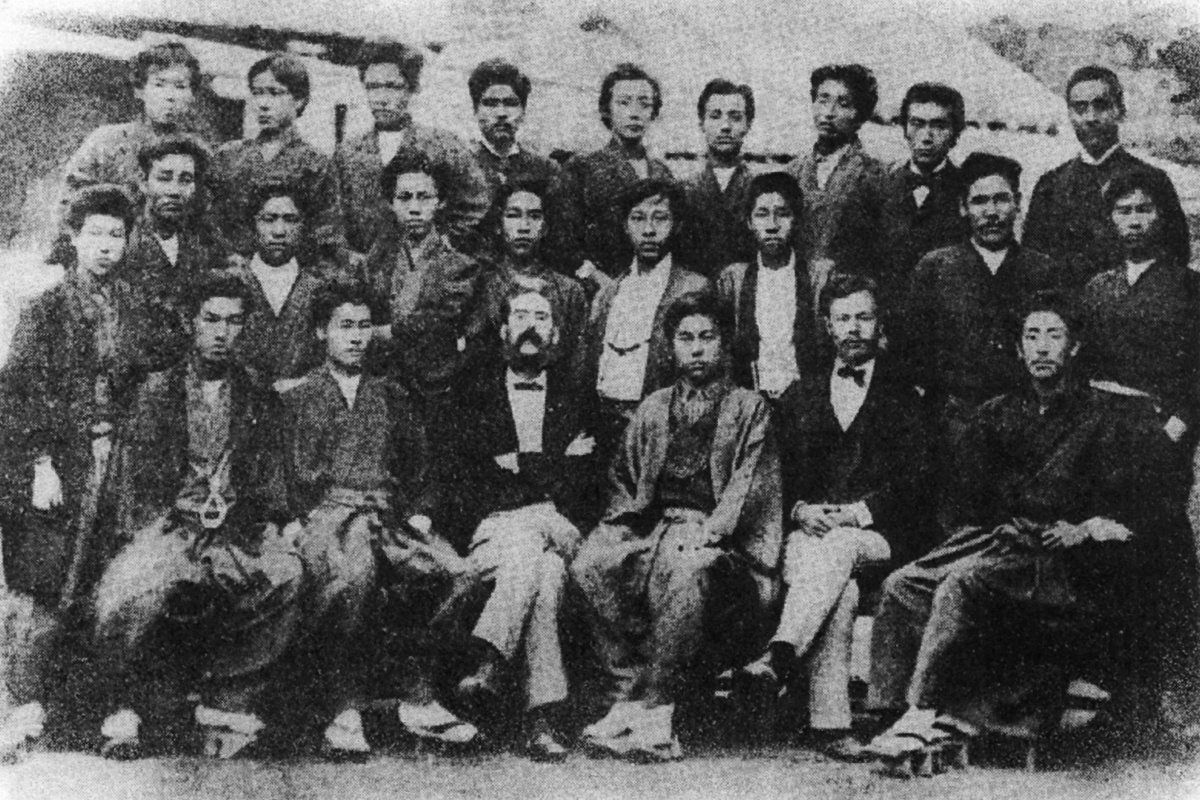
東京大学法学部生と卒業生（1880年。中列右端が合川正道、4人目が山田喜之助、5人目が土方寧、8人目が岡山兼吉、後列右から2人目が増島六一郎、8人目が渡辺安積）

1885年（明治18年）7月8日に増島六一郎、菊池武夫、穂積陳重、藤田隆三郎ら18人の法律家により英吉利法律学校として設立され、この日が創立記念日となっている。校地に関しては三菱商業学校の跡地を三菱から購入し、英吉利法律学校と東京英語学校が共同使用した。なお、6月27日に東京府知事に最初の出願を行ったが書類不備で下げ戻しとなっている。当初は英国法に関する教育機関であったが、日本でも近代法が整備されると順次、国内法も教授するようになり、校名も東京法学院、東京法学院大学と変更した。1905年（明治38年）8月に経済学科の設置によって中央大学と改称。1920年（大正9年）に日本の私立大学では同年大学に昇進した慶應義塾大学や早稲田大学に続いて、最も古い段階で大学令に基づく大学となった（詳しくは「旧制大学」参照）。
2015年11月に中長期事業計画「Chuo Vision 2025」を策定、法学部を第一候補とする都心移転計画や多摩キャンパスでの新学部開設計画、グローバル化推進などを発表した。この計画をもとに2019年4月には国際経営学部（多摩キャンパス）と国際情報学部（市ヶ谷田町キャンパス）を設置。2021年度までに、多摩キャンパスにおいて新棟（グローバル館・国際教育寮、Forest Gateway Chuo）を整備した。また、2023年に法学部と法学研究科を新設の茗荷谷キャンパスへ、同年に法科大学院とビジネススクールを駿河台キャンパスへ、それぞれ移転した。
法学部は「法科の中央（中央の法科）」とも呼ばれ、日本の私立大学を代表する法学部として名高く、これまで法曹界、官界、政界、財界、言論界をはじめ幅広い分野に多くの人材を輩出してきた。

### 建学の精神（校訓・校是）
英吉利法律学校設立時の建学の精神は「實地應用ノ素ヲ養フ」であり、これをもとに建学の精神と学風をまとめて現在では「個人の自由の尊重と実証的・合理主義の学風」と表現している。また質実剛健を校是としている。さらに、2010年の創立125周年に際して「行動する知性。－Knowledge into Action－」というユニバーシティ・メッセージを定めている。

### 教育および研究
創立当初から実学教育重視の姿勢を取り、現在でもインターンシップなどの実践的教育に力を入れている。2003年度からは各学部の教育に加えて、学籍は各学部に置きながらも学部横断的に設置された課程に所属するファカルティリンケージプログラム (FLP) を導入し、学際分野でも実践的教育を行うようになった。現在、欧米・東アジアの大学を中心に209校の派遣留学協定大学がある。

### 通信教育課程
通信教育部は、法学部の通信教育課程の実施に当たる組織であり、通信教育課程そのものは法学部に属する。第二次世界大戦後、連合国軍最高司令官総司令部（GHQ）の民間情報教育局（CIE）により、イギリスの University of London International Programmes（ロンドン大学通信教育課程）にならって、日本においても通信教育の制度を行うことが推奨され設置された。公益財団法人私立大学通信教育協会に加盟し、大学本部のある多摩キャンパスに事務局がある。
大学通信教育の嚆矢と見なされているのは、英吉利法律学校が1885年（明治18年）の創設時に、通学できない人々のために講義録を郵送する校外生制度であるとされる。現在では、通年スクーリングや地方スクーリングなども行われている。
なお、卒業までの平均学習年数は、1年生から入学した場合6年 - 8年、3年生からの編入学は4年 - 6年で、卒業率は7％程度（4年次以上の在籍者数のうち、卒業者数の占める割合）となっている。
愛知県名古屋市にある中京法律専門学校が提携校となっており、専門学校に在籍しながら、ダブルスクールで中央大学法学部通信教育課程の卒業も目指すことができる。

## 沿革

### 略歴
1885年（明治18年）に増島六一郎、菊池武夫、穂積陳重、藤田隆三郎ら当時の青年法律家有志18名によって英吉利法律学校として創立された。

### 年表

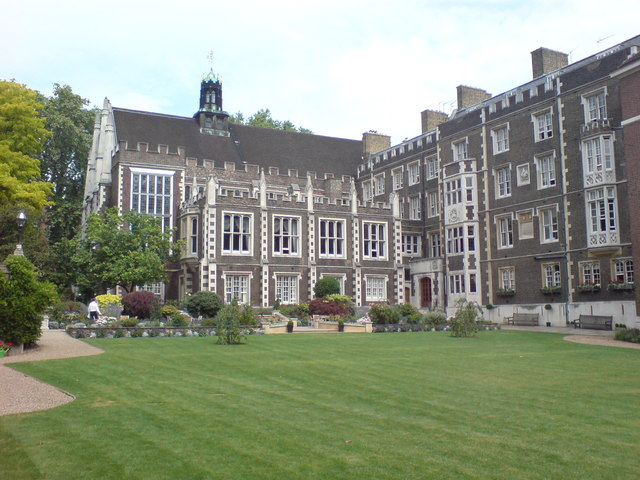
増島六一郎、穂積陳重、土方寧、岡村輝彦が学んだミドル・テンプル

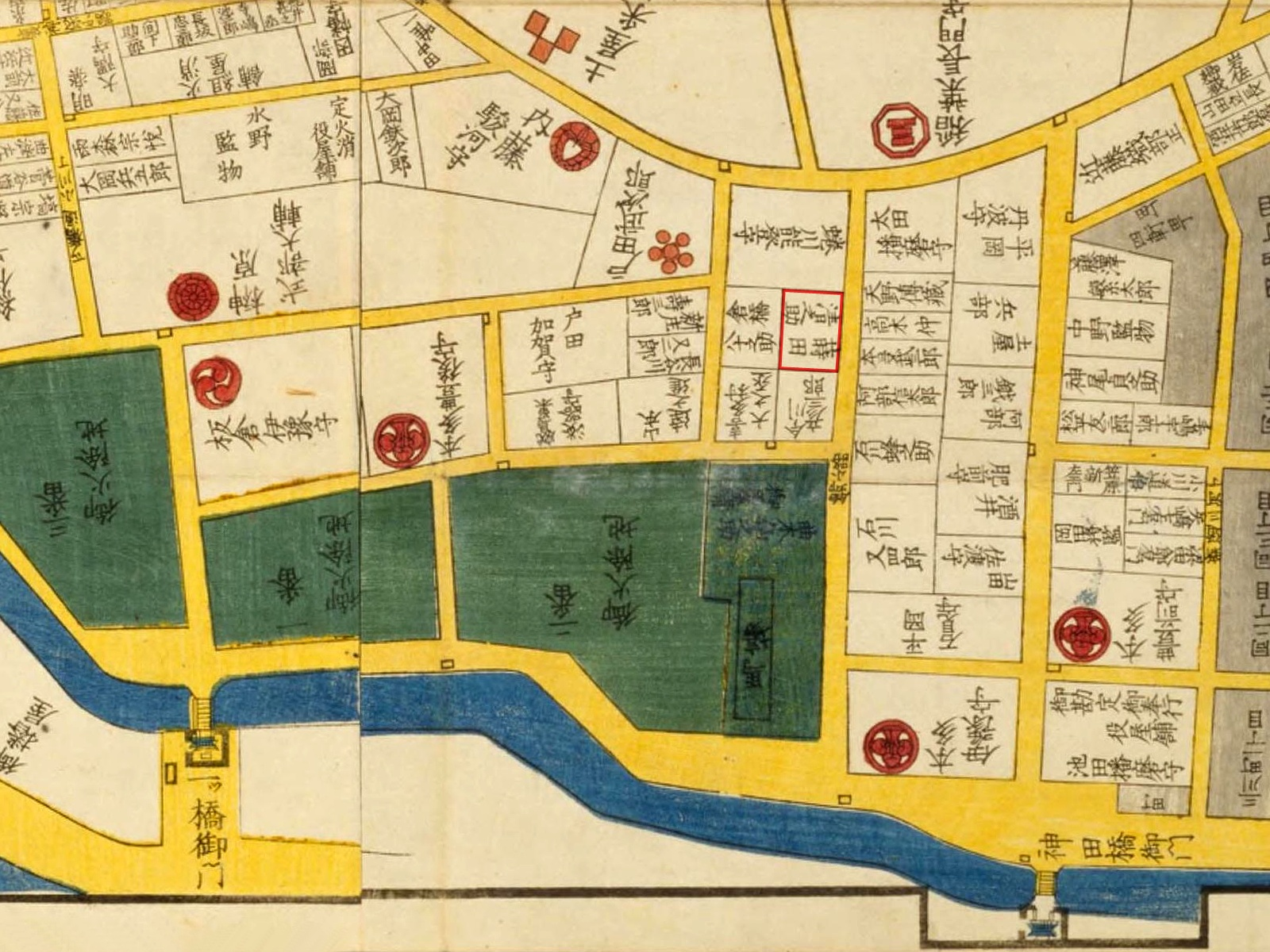
英吉利法律学校の開校地となる神田錦町の旧旗本蒔田邸（赤枠内）

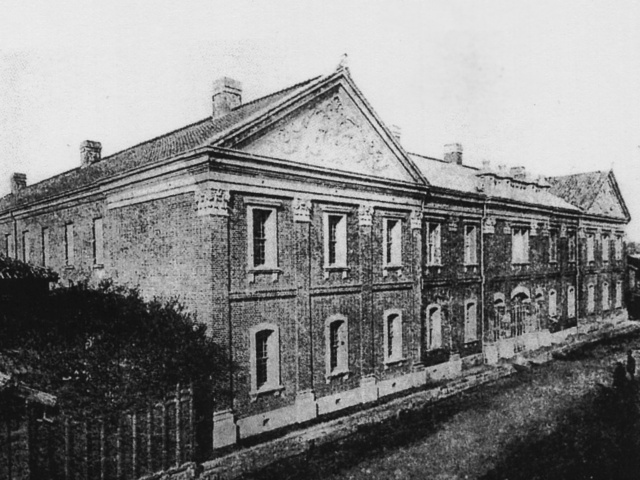
英吉利法律学校（1889年）

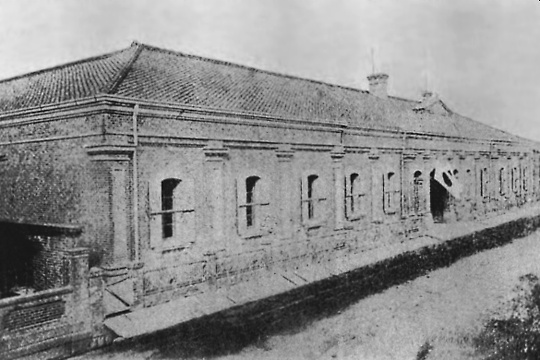
神田大火後の再築校舎

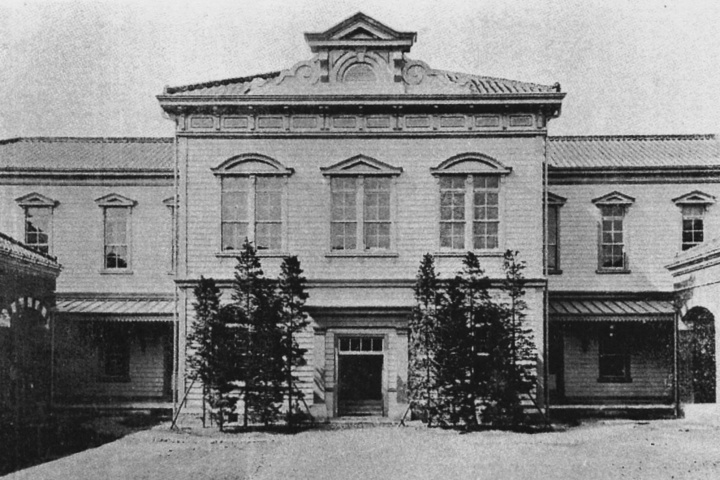
創立20周年記念講堂（1905年）

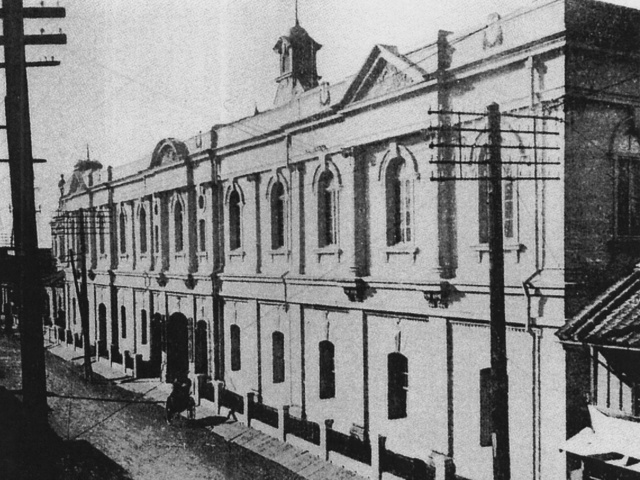
創立25周年記念増築校舎（1910年）

- 1884年（明治17年）7月：増島六一郎がイギリスから帰国。
- 1885年（明治18年）
  - 4月：東京府神田区神田錦町の明治義塾跡地を三菱から購入。
  - 6月27日：英吉利法律学校設置を東京府知事に出願したものの書類不備で下げ戻し。
  - 7月8日：英吉利法律学校設置を東京府知事に再出願（現在の創立記念日）、11日に英吉利法律学校設置認可。
  - 9月：英吉利法律学校開校。初代校長増島六一郎、初代幹事渋谷慥爾が就任。
  - 10月：講義録の刊行開始（校外生制度の始まり）。
- 1886年（明治19年）
  - 7月：第1回卒業式。
  - 12月：私立法律学校特別監督条規により、英吉利法律学校など五大法律学校が帝国大学特別監督下に入る。
- 1887年（明治20年）
  - 7月：英吉利法律学校の新設校舎が着工[5]。施工は清水組[注釈 1]。
- 1888年（明治21年）
  - 3月：五大法律学校連合大討論会に参加[注釈 2]。
  - 10月：校友会を結成（翌年「院友会」へ改称）。
- 1889年（明治22年）
  - 1月：煉瓦造2階建て新校舎が完成。『法理精華』創刊（翌年発行禁止）。
  - 6月：伊藤博文、井上毅、伊東巳代治、金子堅太郎の共著『大日本帝国義解』を英訳した『Commentaries on the Constitution of the Empire of Japan』（英文帝国憲法義解）の版権を得、国立印刷局から発行。総代の高橋健三と伯爵伊藤博文の序文がついている[7]。
  - 10月：東京法学院と改称。杉浦重剛の東京文学院、樫村清徳の東京医学院とともに東京学院連合構想を公表[注釈 3]。
- 1891年（明治24年）4月：『法学新報』創刊。増島六一郎院長辞任[注釈 4]。
- 1892年（明治25年）
  - 4月：神田大火により校舎を全焼。
  - 5月：第3回帝国議会に民法・商法施行延期法案上程。12月に民法・商法施行延期法案可決。
- 1893年（明治26年）12月：司法省から判事検事登用試験の指定校となる。
- 1894年（明治27年）1月：第1回訴訟実習会（模擬裁判）を開催。
- 1896年（明治29年）
  - 8月：高等法学科開設。特待生および貸費生の制度を設ける。
  - 9月：外国人留学生が初めて入学。
- 1897年（明治30年）8月：海外留学生制度を創設（1899年に最初の留学生を派遣）。
- 1901年（明治34年）：生徒練弁会（のちの辞達学会）発足[PR 3]。
- 1902年（明治35年）9月：実習科を開設。
- 1903年（明治36年）8月：東京法学院大学と改称。本科・予科・専門科・研究科を設置。学長制を新設し、菊池武夫が就任。
- 1905年（明治38年）
  - 8月：中央大学と改称。経済学科を開設。中央高等予備校を設立。
  - 9月：創立20周年記念講堂竣工。
  - 11月：院友会を学員会と改称。
- 1909年（明治42年）9月：商業学科開設。
- 1910年（明治43年）
  - 2月：新聞研究科を開設[注釈 5]
  - 11月：創立25周年記念増築校舎竣工。
- 1911年（明治44年）9月：中央大学学友会を結成。

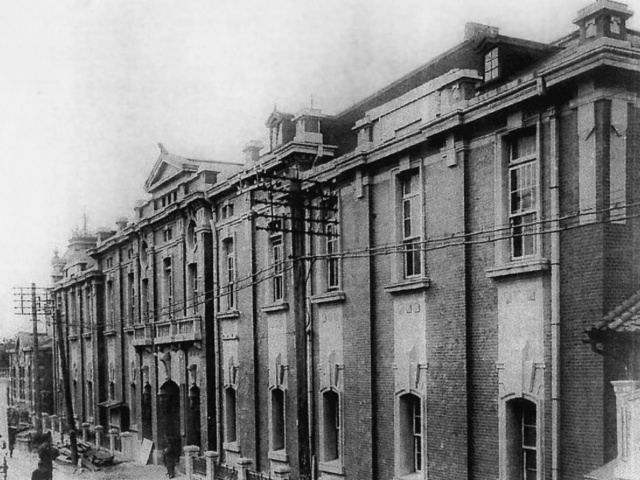
再築校舎（1918年）

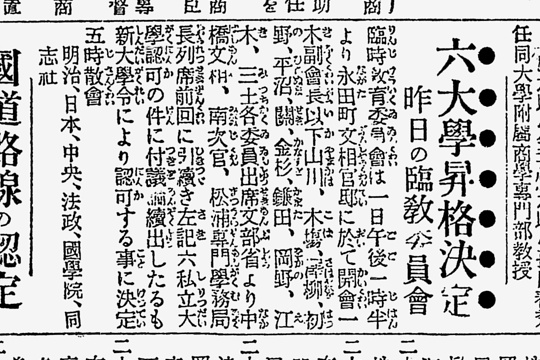
明治、日本、中央、法政、國學院、同志社6校の昇格決定を報じる『東京朝日新聞』（1920年4月2日付朝刊3面）

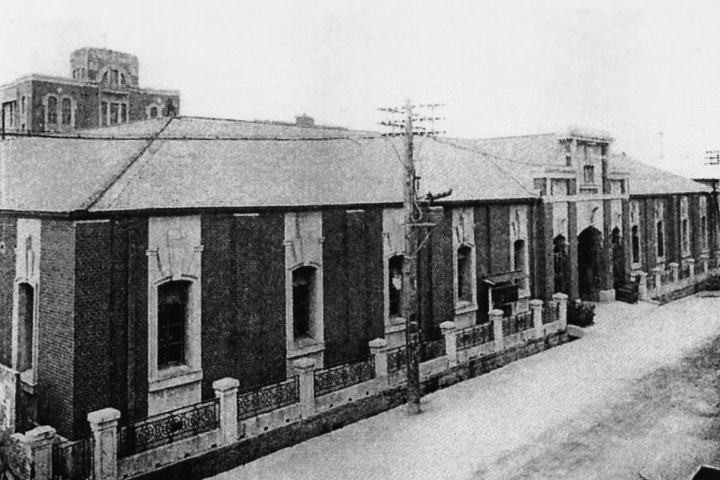
関東大震災後の仮復旧校舎
（左奥は焼失を免れた図書館）

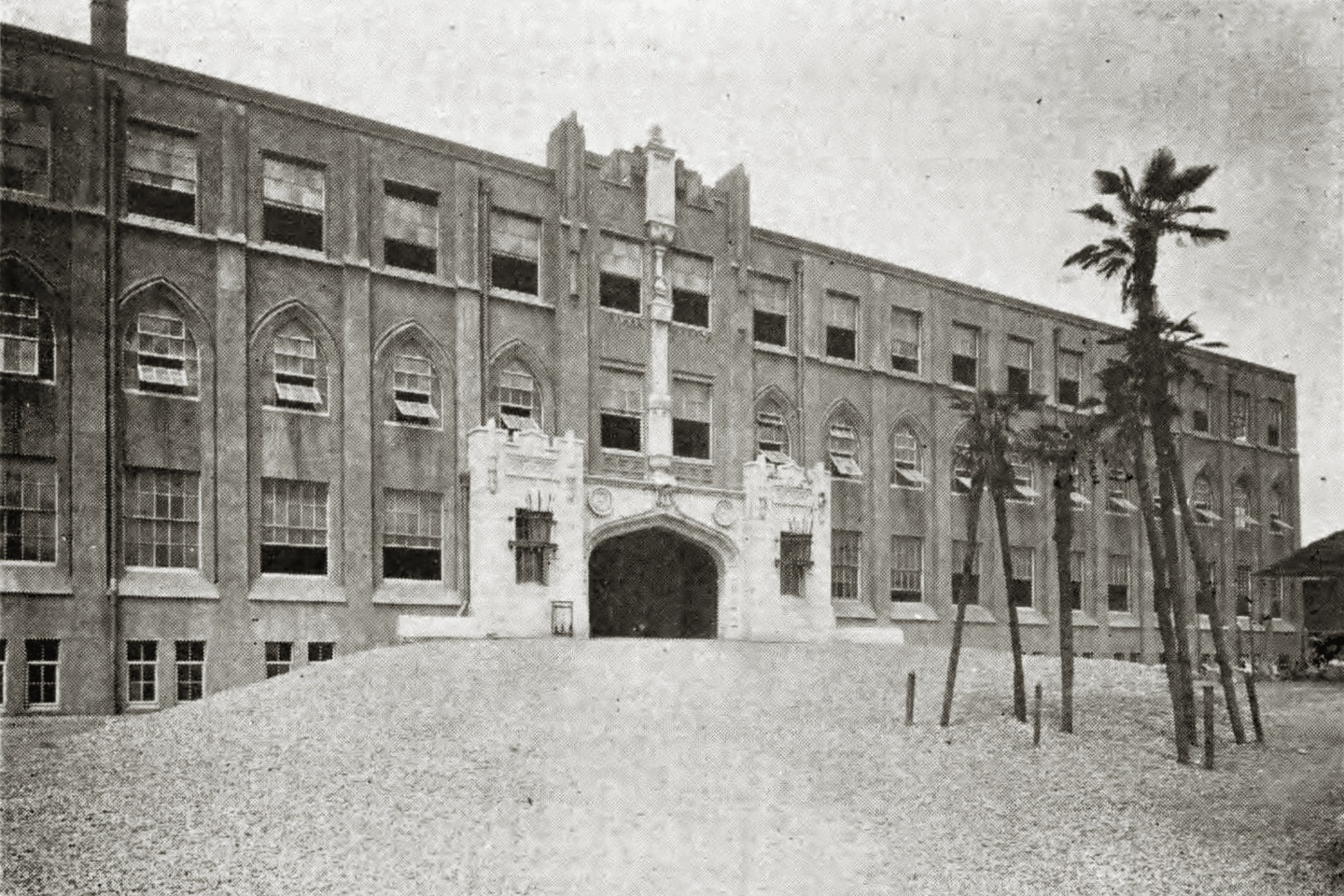
駿河台校舎（のちの2号館）

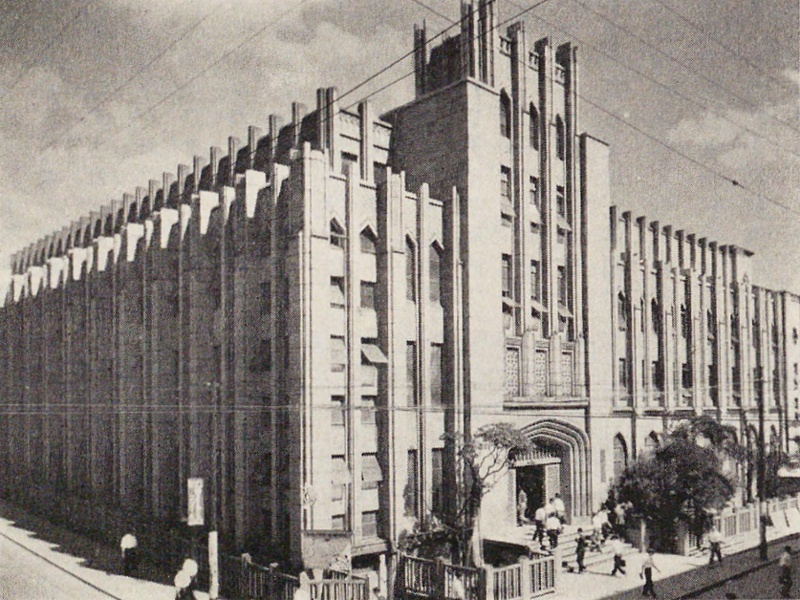
創立50周年記念講堂
（のちの3号館）

- 1913年（大正 2年）8月：本科を大学部、専門科を専門部、法律学科を法科、経済学科を経済科、商業学科を商科と改称。
- 1917年（大正6年）
  - 5月：失火のため再び校舎・図書館を全焼、奥田文庫（ビルクマイヤー文庫）を失う。
  - 7月：中央大学同窓而立会発足[PR 4]。
- 1918年（大正7年）
  - 5月：予科の修業年限を2年に延長。
  - 8月：再築校舎竣工。
- 1919年（大正8年）
  - 5月：学校組織を社団法人から財団法人に改める[PR 5]。
  - 12月：中央大学設立認可を申請。
- 1920年（大正9年）
  - 3月：中央高等予備校廃止。
  - 4月：大学令に基づき中央大学の設立認可。法学部・経済学部・商学部、大学院、大学予科を設け、予科を第1部（法・経済）と第2部（商）に分ける。
  - 6月：予科校舎竣工。
- 1921年（大正10年）9月：学位規程と教員会規則認可。
- 1922年（大正11年）5月：図書館再建。
- 1923年（大正12年）
  - 4月：大学令による中央大学最初の卒業式を挙行。増築校舎竣工。
  - 9月：関東大震災により図書館と増築校舎を除き焼失。
  - 11月：授業再開。
- 1924年（大正13年）
  - 4月：専門部の昼間授業開始。
  - 5月：専門部が高等学校大学予科と同等以上と指定される[9]。
  - 6月：駿河台南甲賀町の戸田氏共伯爵邸地を大学移転用地として購入。
- 1926年（大正15年）8月：駿河台校舎完成（錦町校舎は電機学校に売却）。
- 1929年（昭和4年）4月：夜間第二予科を開設。
- 1930年（昭和5年）4月：中央大学野球部発足[PR 6]。
- 1931年（昭和6年）
  - 4月：夜間学部開設。五大学野球連盟（東都の前身）結成。
  - 大学令によって義務づけられた供託金（70万円）納付完了[PR 7]。
- 1932年（昭和7年）10月：中央大学法学会主催の刑法学講演会が発端となって滝川事件が起こる[PR 8]。
- 1933年（昭和8年）6月：秋元春朝子爵邸地を購入。
- 1935年（昭和10年）
  - 4月：天皇機関説事件により講師の美濃部達吉辞職[注釈 6]。
  - 8月：創立50周年記念講堂（のちの3号館）完成（旧秋元邸跡地）。
  - 11月：創立50周年記念式典を挙行（梨本宮台臨）。
- 1938年（昭和13年）5月：練馬運動場開設。
- 1940年（昭和15年）
  - 7月：西園寺公望公爵邸地を購入。
  - 10月：高等文官試験司法科で中央大学関係者が71名合格、初めて第1位となる[PR 10]。
- 1941年（昭和16年）9月：中央大学報国隊を結成。当時は日中戦争下で、12月には太平洋戦争が始まった。
- 1942年（昭和17年）9月：学友会を中央大学奉公団に改組。
- 1943年（昭和18年）10月：出陣学徒壮行会を挙行。
- 1944年（昭和19年）
  - 4月：中央工業専門学校（機械科・航空機科）設立。
  - 6月：『法学新報』休刊（戦後の1947年に復刊）。
- 1945年（昭和20年）
  - 10月：終戦を受けて授業再開。
  - 11月：中央工専の航空機科廃止、工業物理科設置。
- 1946年（昭和21年）4月：女子学生3名が初めて入学。
- 1948年（昭和23年）
  - 4月：旧制予科・専門部の学生募集停止。通信教育部開設。
  - 12月：経理研究所開設。
- 1949年（昭和24年）
  - 4月：新制大学1部の法学部、経済学部、商学部、工学部（土木工学・精密工学・電気工学・工業化学科）を開設。2部の法学部と経済学部を開設。中央工業専門学校を廃止。
  - 6月：日本比較法研究所開設。

- 1950年（昭和25年）
  - 4月：旧制学部の学生募集停止。
  - 8月：現校歌『草のみどり』を制定。
- 1951年（昭和26年）

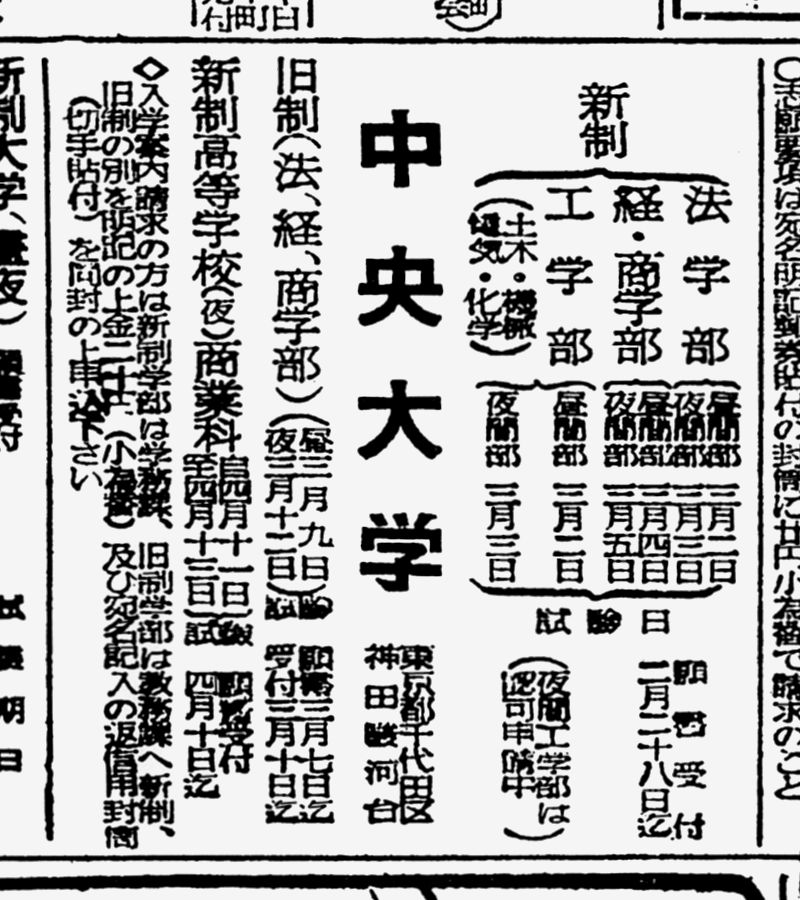
昭和25年度の学生募集広告

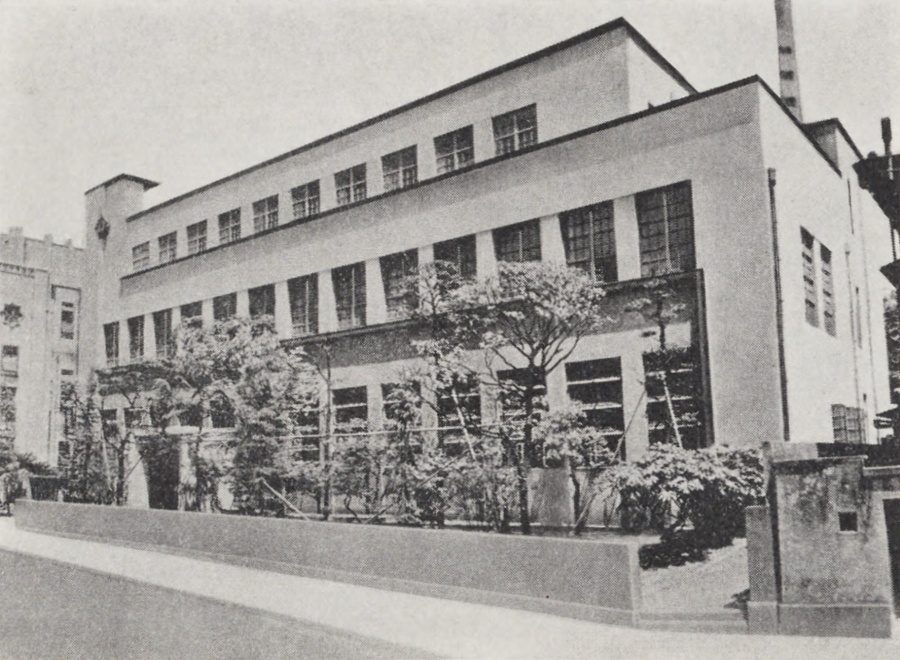
駿河台第二図書館（1955年）

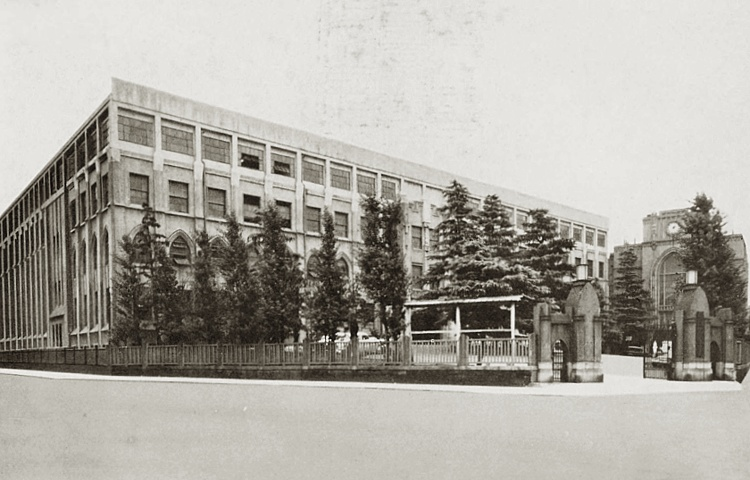
増築後の駿河台2号館（1955年）

駿河台1号館・画像募集中

  - 3月：旧制専門部廃止。工学部用地として東京都文京区小石川町の8,043坪（現・後楽園キャンパス）を購入。
  - 4月：文学部開設（1部文学科・史学科・2部文学科）。 同和鉱業ビルを購入（水道橋校舎）。新制大学院修士課程に法学研究科民事法・刑事法・政治学・英米法専攻を、経済学研究科に経済学専攻・商学研究科に商学専攻を開設。
  - 12月：工学部が水道橋校舎へ移転。
- 1953年（昭和28年）
  - 3月：旧制学部最後・新制学部最初の卒業式を挙行。
  - 4月：文学部、工学部教養課程、後楽園キャンパスで授業開始。
- 1954年（昭和29年）
  - 7月：旧千代田区立駿河台図書館を購入。
  - 通信教育部が後楽園キャンパスに移転。
- 1957年（昭和32年）11月：大学祭を白門祭と改称して開催。
- 1958年（昭和33年）8月：駿河台校舎本館（1号館）完成。
- 1959年（昭和34年）7月：聖橋通り沿いに駿河台校舎正門（いわゆる白門）完成。
- 1960年（昭和35年）3月：由木村校地（現在の多摩校地）購入開始（67年まで）。
- 1962年（昭和37年）
  - 3月：旧制中央大学廃止。
  - 4月：工学部を理工学部に改組。
- 1963年（昭和38年）5月：創立80周年記念事業の一環として、理工学部校舎竣工。
- 1964年（昭和39年）
  - 4月：駿河台4号館完成。
  - 6月：経済研究所開設。
  - 8月：駿河台5号館完成。文学部が後楽園キャンパスから移転。
- 1965年（昭和40年）12月：建設中の学生会館の管理運営方法をめぐって学生と大学側が対立（中大紛争の発端）[PR 11]。
- 1966年（昭和41年）5月：評議員会で教養課程と体育施設の多摩校地への移転方針を決議[10]。

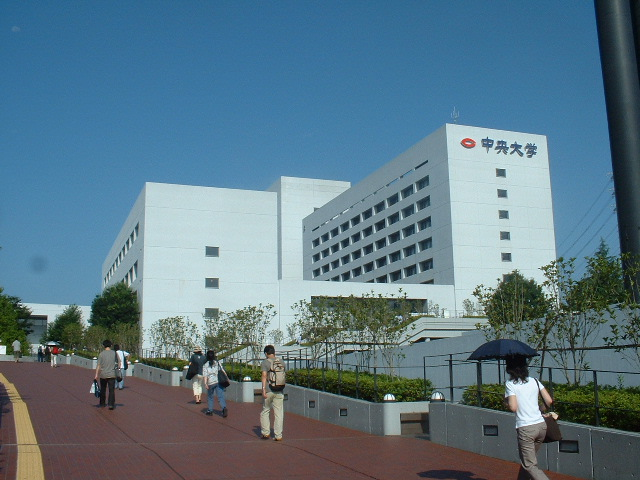
多摩キャンパス（東門付近から3号館〈文学部棟〉を望む）

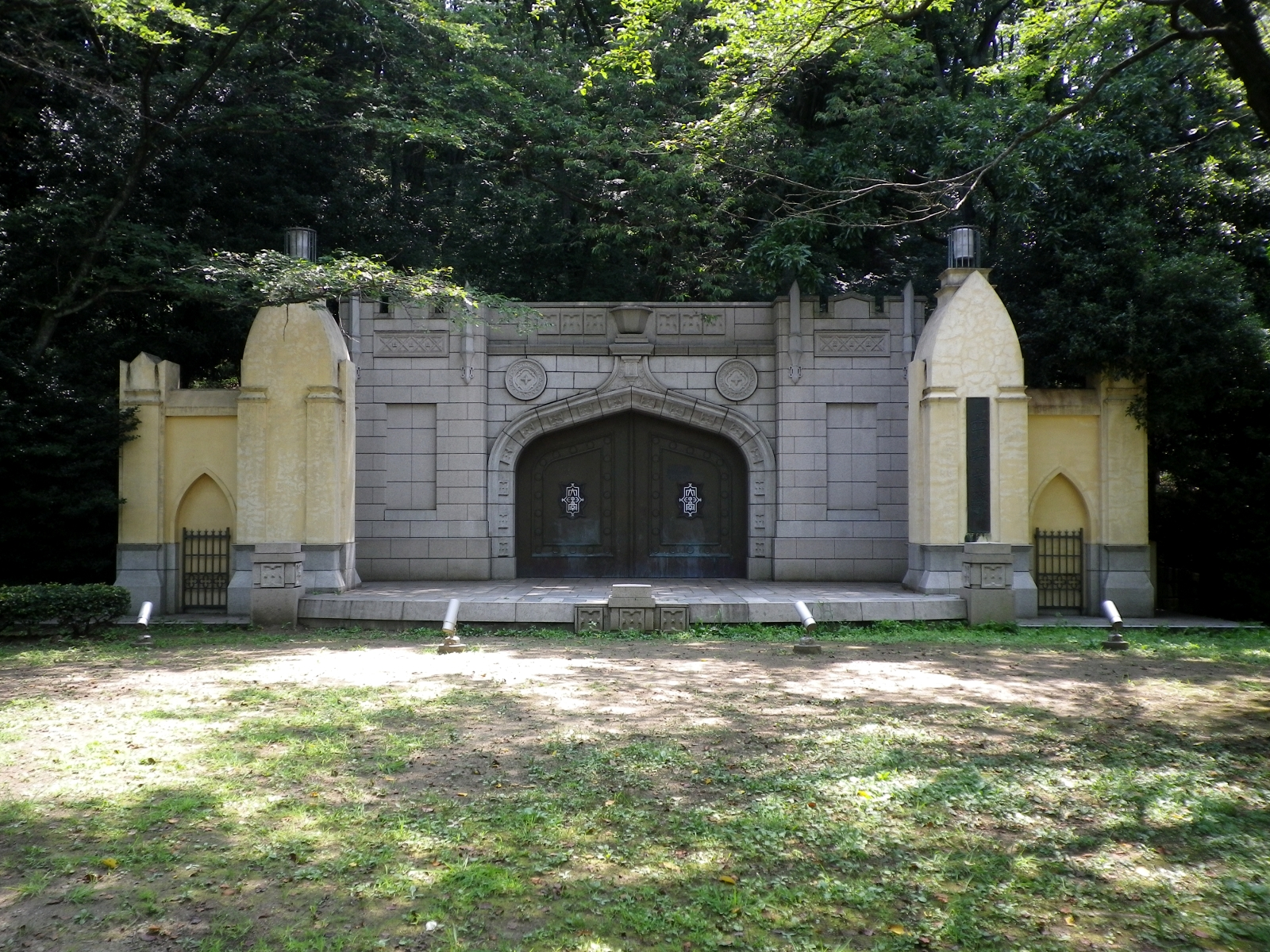
中央大学創立100周年記念ステージ

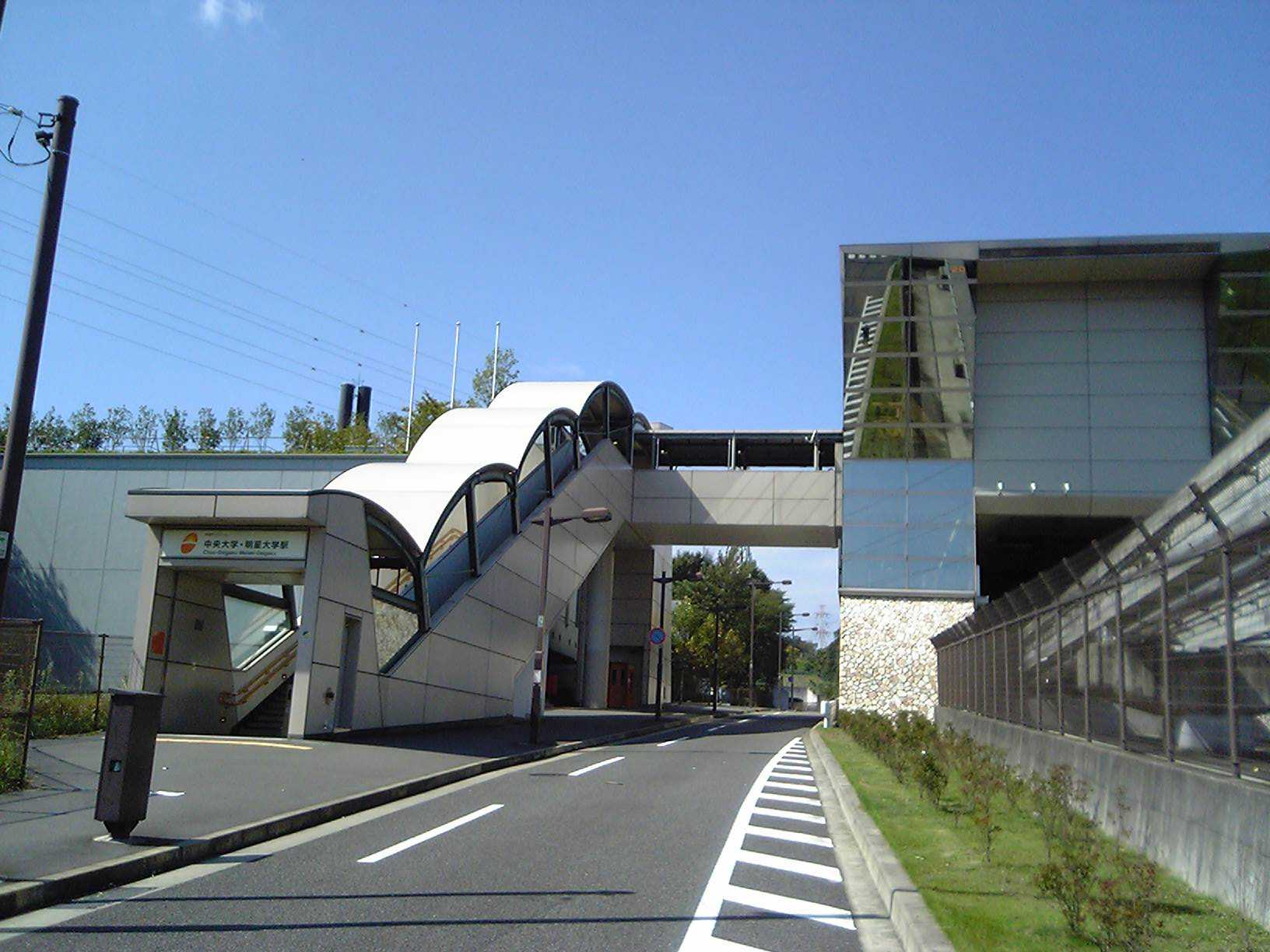
中央大学・明星大学駅

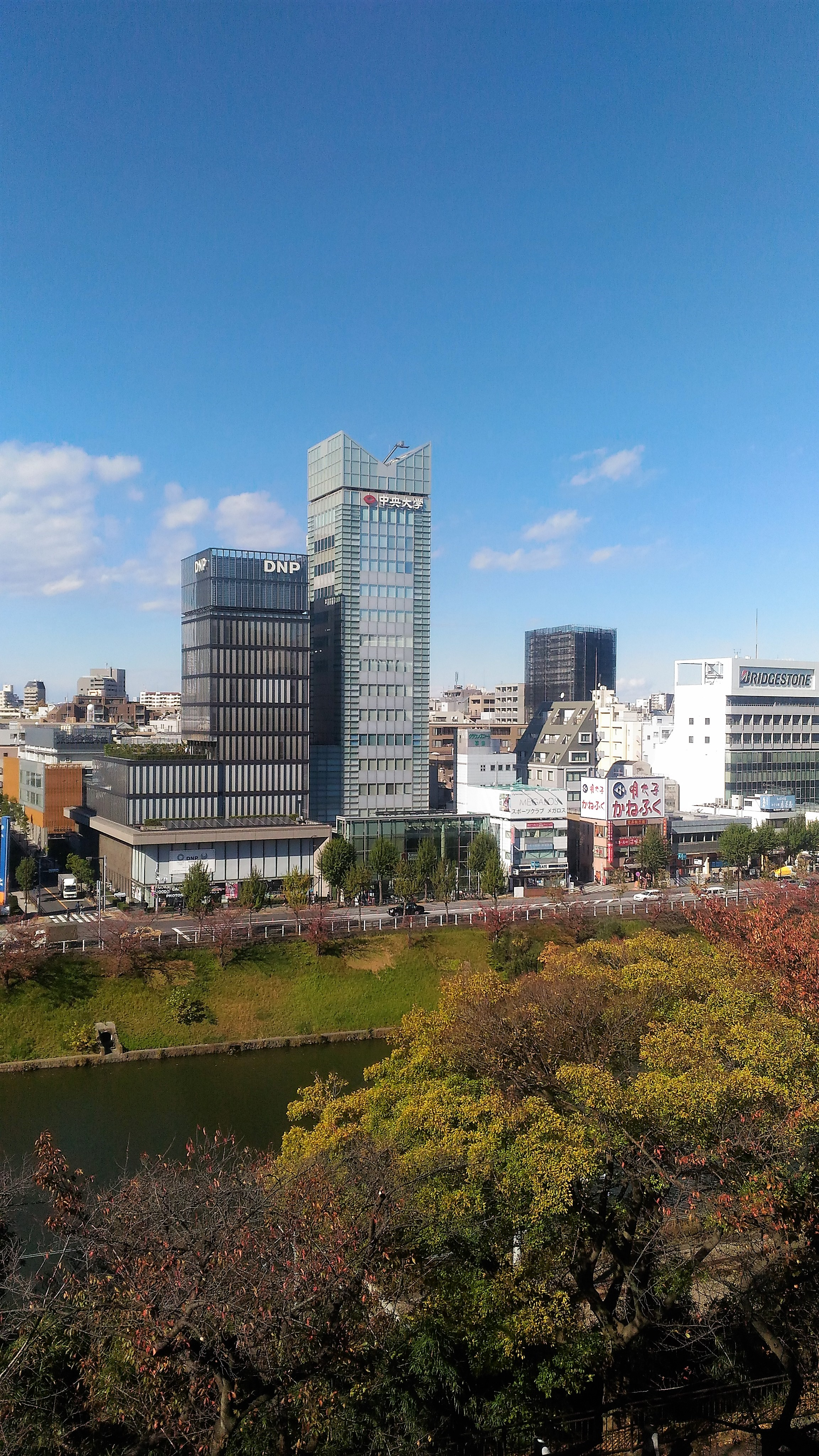
市ヶ谷田町キャンパス

- 1967年（昭和42年）5月：駿河台中央図書館完成。
- 1969年（昭和44年）：学費値上げ反対運動で自治会の要求が通る。全共闘運動で全国でも珍しく学生が勝利。
- 1973年（昭和48年）12月：評議員会で法・経・商・文学部の昼間部の多摩校地への移転方針を決議[注釈 7]
- 1976年（昭和51年）8月：駿河台校舎の大正海上火災保険への売却決定。
- 1977年（昭和52年）11月：多摩キャンパス完成。
- 1978年（昭和53年）4月：文系4学部、多摩キャンパスで授業開始。
- 1979年（昭和54年）4月：社会科学研究所、企業研究所、人文科学研究所、保健体育研究所開設。
- 1980年（昭和55年）3月：駿河台校舎完全閉鎖、後楽園キャンパスに8号館竣工。
- 1985年（昭和60年）11月：創立100周年記念式典。
- 1988年（昭和63年）11月：駿河台記念館落成式典。
- 1992年（平成4年）7月：工学研究所開設。
- 1993年（平成5年）4月：総合政策学部 (政策科学科、国際政策学科) 開設。
- 1996年（平成8年）4月：政策文化総合研究所開設。
- 1999年（平成11年）12月：アジア経済研究所の旧庁舎を購入。翌年4月から市ヶ谷キャンパスとして大学院の授業を開始。
- 2000年（平成12年）
  - 1月：多摩モノレール中央大学・明星大学駅開業。
  - 4月：法学部・経済学部・商学部・理工学部2部募集停止。法学部・商学部・総合政策学部でフレックス制開設。
- 2001年（平成13年）4月：文学部2部の募集を停止。
- 2002年（平成14年）4月：文学部に中国言語文化学科を設置。国際会計研究科を会計大学院（アカウンティングスクール）として開設。
- 2003年（平成15年）4月：Faculty-Linkage Program（FLP）プログラム開設、創立125周年記念事業として後楽園キャンパスに新3号館竣工。
- 2004年（平成16年）4月：法務研究科を法科大学院（ロースクール）として開設。
- 2005年（平成17年）4月：公共政策研究科（公共政策大学院）開設。総合政策学部フレックス制廃止。
- 2007年（平成19年）3月：法学部・経済学部・商学部・理工学部2部廃止。商学部フレックス制廃止。
- 2008年（平成20年）
  - 3月：文学部2部廃止。
  - 4月：理工学部に生命科学科を設置、戦略経営研究科戦略経営専攻（経営大学院；ビジネススクール）を開設、FLPに地域・公共マネジメントプログラムを開設。
- 2009年（平成21年）
  - 4月：理工学部の土木工学科を都市環境学科に改称。法学部フレックス制廃止。
  - 8月：学生援護会の旧本社を購入。翌年4月から市ヶ谷田町キャンパス（中央大学ミドルブリッジ）として大学院の授業を開始。
- 2010年（平成22年）4月：公共政策研究科、国際会計研究科を市ヶ谷田町キャンパス（中央大学ミドルブリッジ）に移設。戦略経営研究科にビジネス科学専攻（博士後期課程）を開設。
- 2015年（平成27年）11月：中長期事業計画「Chuo Vision 2025」において、都心拠点の後楽園キャンパス集約と法学部を第一候補とする後楽園移転、多摩キャンパスでの新学部学科開設の計画を発表[PR 12]。
- 2016年（平成28年）4月：公共政策研究科の学生募集停止。
- 2017年（平成29年）：アカウンティングスクール（国際会計研究科）国際会計専攻の学生募集停止。
  - 6月 - 公共政策研究科を廃止。
- 2018年（平成30年）6月：アカウンティングスクール（国際会計研究科）国際会計専攻を廃止。
- 2019年（平成31年）
  - 3月：文京区大塚一丁目の都有地（都営バス大塚支所跡地）の定期借地契約締結（2019年4月から40年間。都が40年後に使用することがなければ、更に10年間延長）。
  - 4月：国際経営学部（多摩キャンパス）・国際情報学部（市ヶ谷田町キャンパス）を開設。
- 2020年（令和2年）3月：グローバル館・国際教育寮竣工。
- 2021年（令和3年）
  - 3月：FOREST GATEWAY CHUO（仮称 学部共通棟）竣工。
  - 8月：「Chuo Vision 2025」の当初の計画からの変更が生じる（当初：法学部１年生は後楽園キャンパス、法学部2年生～4年生は茗荷谷キャンパスだったが、変更後は法学部全学年を茗荷谷キャンパスへ収容）
- 2023年（令和5年）
  - 2月：駿河台キャンパス竣工式を挙行[PR 13]。
  - 3月：茗荷谷キャンパス・駿河台キャンパス・小石川キャンパスの合同開校式を挙行[12]。
  - 4月：国際情報研究科（市ヶ谷田町キャンパス）を開設。法学部および大学院法学研究科が茗荷谷キャンパスへ、ロースクールとビジネススクールが駿河台キャンパスに移転。また、後楽園キャンパス１号館の建て替え工事に伴う地鎮祭を挙行。
- 2024年（令和6年）4月1日：多摩キャンパスで「大学史資料館」「法と正義の資料館」の一般公開を開始[13]。

### 歴代校長・学長
英吉利法律学校校長
| 代   | 氏名       | 就任時期               |
| ---- | ---------- | ---------------------- |
| 初代 | 増島六一郎 | 1885年9月 - 1889年10月 |

東京法学院院長
| 代     | 氏名       | 就任時期               |
| ------ | ---------- | ---------------------- |
| 初代   | 増島六一郎 | 1889年10月 - 1891年4月 |
| 第二代 | 菊池武夫   | 1891年4月 - 1903年8月  |

東京法学院大学学長
| 代   | 氏名     | 就任時期              |
| ---- | -------- | --------------------- |
| 初代 | 菊池武夫 | 1903年8月 - 1905年8月 |

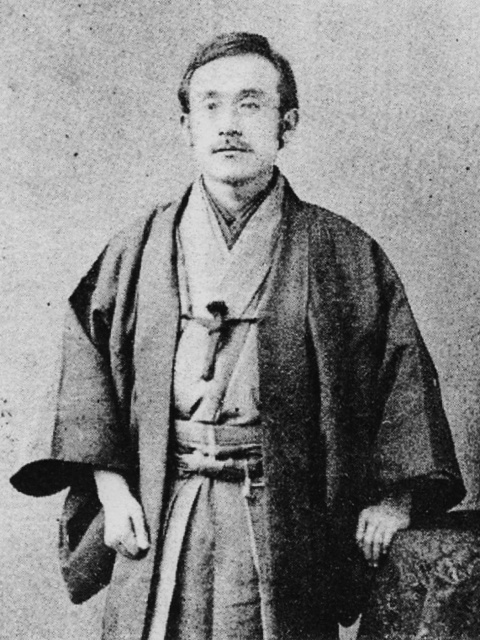
初代校長増島六一郎

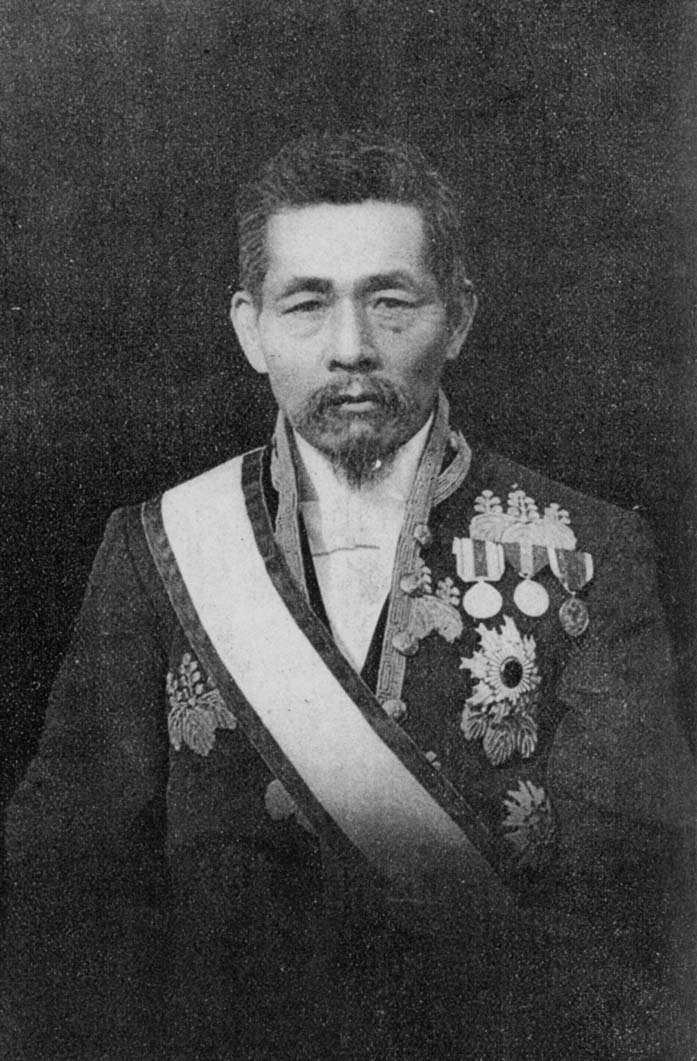
質実剛健の校風を確立した奥田義人

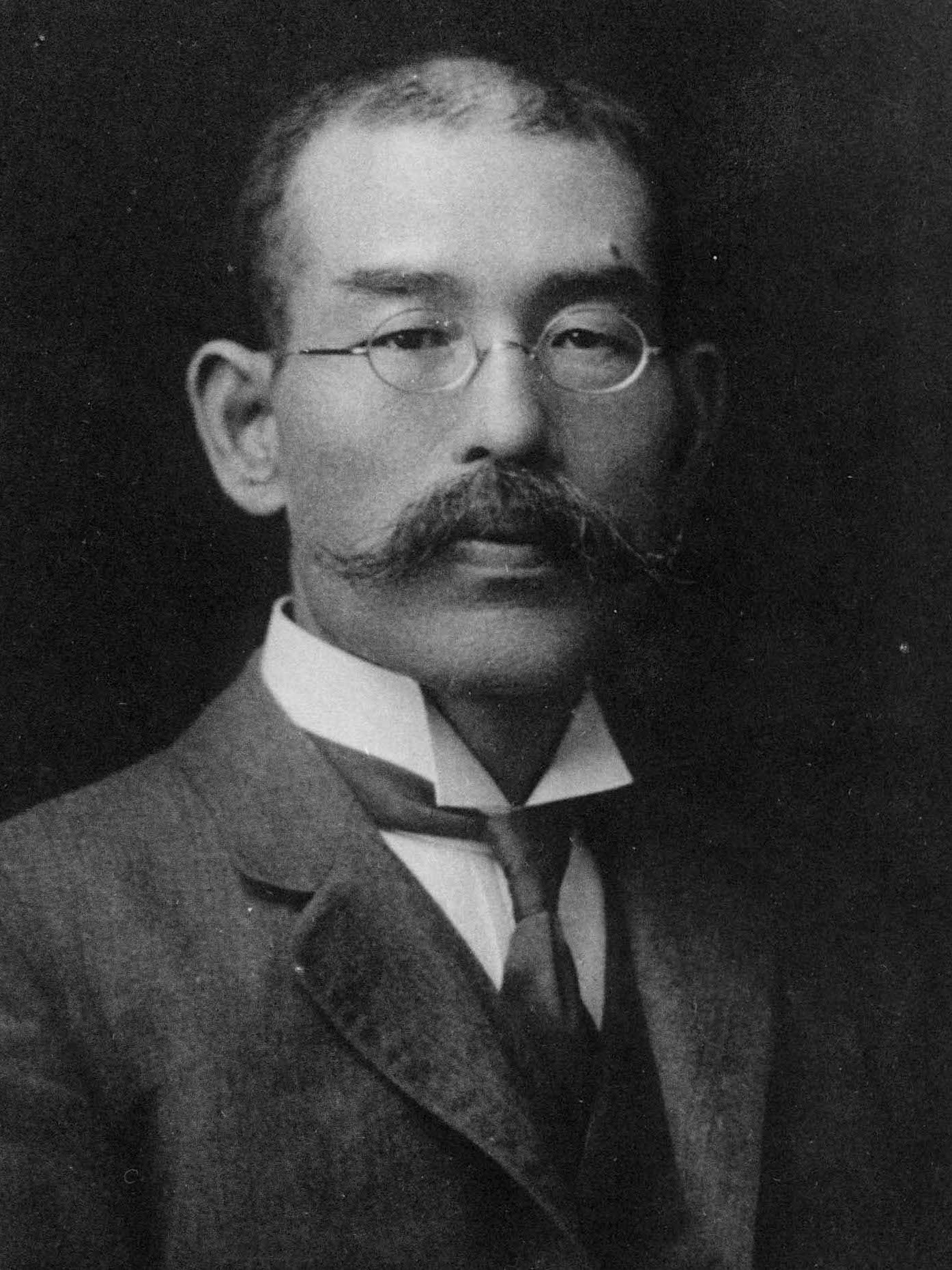
大学令による中央大学の昇格に尽力した岡野敬次郎

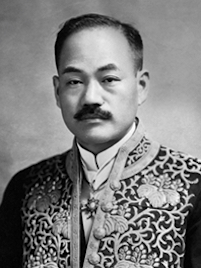
検事総長、大審院長、司法大臣を歴任した林頼三郎

- 1903年（明治36年）より「専門学校令」による大学。

学長
| 代         | 氏名       | 就任時期                |
| ---------- | ---------- | ----------------------- |
| 初代       | 菊池武夫   | 1905年8月 - 1912年7月   |
| 第二代     | 奥田義人   | 1912年7月 - 1913年3月   |
| 第三代     | 岡村輝彦   | 1913年3月 - 1914年6月   |
| 第四代     | 奥田義人   | 1914年6月 - 1917年8月   |
| 第五代     | 岡野敬次郎 | 1917年8月 - 1923年9月   |
| 第六代     | 馬場愿治   | 1923年9月 - 1924年2月   |
| 第七代     | 岡野敬次郎 | 1924年3月 - 1925年12月  |
| 第八代     | 馬場愿治   | 1925年12月 - 1930年5月  |
| 第九代     | 原嘉道     | 1930年5月 - 1939年3月   |
| 第十代     | 林頼三郎   | 1939年3月 - 1947年3月   |
| 第十一代   | 加藤正治   | 1948年7月 - 1949年3月   |
| 第十二代   | 片山金章   | 1958年9月 - 1961年10月  |
| 第十三代   | 升本喜兵衛 | 1961年10月 - 1967年3月  |
| 第十四代   | 井上達雄   | 1967年4月 - 1968年4月   |
| 第十五代   | 戸田修三   | 1968年12月 - 1969年3月  |
| 第十六代   | 原田鋼     | 1969年5月 - 1969年8月   |
| 第十七代   | 嶋崎昌     | 1969年11月 - 1972年11月 |
| 第十八代   | 戸田修三   | 1972年11月 - 1981年11月 |
| 第十九代   | 川口弘     | 1981年11月 - 1984年11月 |
| 第二十代   | 川添利幸   | 1984年11月 - 1990年11月 |
| 第二十一代 | 髙木友之助 | 1990年11月 - 1993年11月 |
| 第二十二代 | 外間寛     | 1993年11月 - 1999年11月 |
| 第二十三代 | 鈴木康司   | 1999年11月 - 2002年11月 |
| 第二十四代 | 角田邦重   | 2002年11月 - 2005年11月 |
| 第二十五代 | 永井和之   | 2005年11月 - 2011年11月 |
| 第二十六代 | 福原紀彦   | 2011年11月 - 2014年11月 |
| 第二十七代 | 酒井正三郎 | 2014年11月 - 2018年5月  |
| 第二十八代 | 福原紀彦   | 2018年5月 - 2021年5月   |
| 第二十九代 | 河合久     | 2021年5月 -             |

## 基礎データ

### 所在地
- 多摩キャンパス（東京都八王子市東中野742-1）
- 後楽園キャンパス（東京都文京区春日1-13-27）
- 市ヶ谷田町キャンパス（東京都新宿区市谷田町1-18）
- 茗荷谷キャンパス（東京都文京区大塚1-4-1）
- 駿河台キャンパス（東京都千代田区神田駿河台3-11-5）
- 小石川キャンパス（東京都文京区春日1-4-11）

### 象徴
校歌、応援歌、学生歌
- 校歌『草のみどり』 （作詞：石川道雄、作曲：坂本良隆）
  - 1950年（昭和25年）8月15日発表。現在歌われている校歌で、歴代3番目のものである。

中央大学では終戦後の1949年（昭和24年）から新校歌募集を行ったが当選作なしの結果に終わったため、作詞を独文学者の石川道雄、作曲を山田耕筰門下の坂本良隆に依頼した。歌詞は実質的には大場俊助（当時の教授で校歌審査委員）との合作であり、石川の原案になかった「白門」を加えたのは大場である。また、『草のみどり』の語句は当時の駿河台校舎の情景とは必ずしも合致しないが、未来のあるべきキャンパスの理想を語ったものと解釈されている。
- 第一校歌 - 錦町校舎時代の1921年制定。作詞：宮脇信介、作曲：中田章。大学の駿河台移転によって「錦の街に」の歌詞が実情と合わなくなったため歌われなくなった。

- 第二校歌 - 駿河台移転後の1926年制定。作詞：小林一郎、作曲：山田耕筰。「皇国の礎」の歌詞は主権在民の世にふさわしくないとの理由で戦後は歌われなくなった。

- 中央大学応援歌『あゝ中央の若き日に』（歌詞選定：中央大学学友会、作曲：古関裕而）
  - 代表的な応援歌で、応援歌としては歴代2番目のものである。

- 『惜別の歌』（作詞：島崎藤村、作曲：藤江英輔）
  - 旧制中央大学予科生だった藤江が、1944年召集令状を受け取った学友のために島崎の詩にメロディーをつけて作曲した。今も大学の卒業式で歌われ、小林旭のヒット曲としても知られる。

- 『首途の歌』
- 『中大健児の歌』（作詞：河尾俊雄、作曲：中央大学音楽研究会）
- 『若き血潮』
- 『伊豆逍遙歌』（作詞作曲：村上道太郎）
- 『中大節』
  - 近畿大学の『近大節』を元にしている。

スクールカラー
- 中央大学ブルー（藍色）とレッド（赤色）の2色をスクールカラーとして定めている。

校章とシンボルマーク
- 白門を表す白色で、大学と中央の文字をあしらった校章のほか、「C」のシンボルマークもよく知られている。

## 教育および研究

### 組織

#### 学部
| - 法学部 - 法律学科 - 法曹コース - 公共法務コース - 企業コース - 国際企業関係法学科 - 政治学科 - 公共政策コース - 地域創造コース - 国際政治コース - メディア政治コース - 通信教育課程 - 経済学部 - 経済学科 - 経済総合クラスター - ヒューマンエコノミークラスター - 経済情報システム学科 - 企業経済クラスター - 経済情報クラスター - 国際経済学科 - 貿易・国際金融クラスター - 経済開発クラスター - 公共・環境経済学科 - 公共クラスター - 環境クラスター - 商学部 - 経営学科 - 会計学科 - 国際マーケティング学科 - 金融学科 - 文学部 - 人文社会学科 - 国文学専攻 - 英語文学文化専攻 - ドイツ語文学文化専攻 - フランス語文学文化専攻 - 中国言語文化専攻 - 日本史学専攻 - 東洋史学専攻 - 西洋史学専攻 - 哲学専攻 - 社会学専攻 - 社会情報学専攻 - 情報コミュニケーションコース - 図書館情報学コース - 教育学専攻 - 心理学専攻 - 学びのパスポートプログラム | - 理工学部 - 数学科 - 物理学科 - 都市環境学科 - 環境クリエーターコース - 都市プランナーコース - 精密機械工学科 - 電気電子情報通信工学科 - 応用化学科 - ビジネスデータサイエンス学科 - 情報工学科 - 生命科学科 - 人間総合理工学科 - 総合政策学部 - 政策科学科 - 国際政策文化学科 - 国際経営学部 - 国際経営学科 - 国際情報学部 - 国際情報学科 - 教職課程 - 1年次後期（秋学期）から履修可能。ただし、一部の学部・学科では教育課程を設置していない。また、学部の教職課程であれば、科目等履修生の制度を活用することができる。 - Faculty-linkage Program（FLP） - 国際協力プログラム - 環境プログラム - ジャーナリズムプログラム - スポーツ・健康科学プログラム - 地域・公共マネジメントプログラム |

#### 大学院
特記のない専攻は博士前期課程・博士後期課程を開設している。

| - 法学研究科 - 公法専攻 - 民事法専攻 - 刑事法専攻 - 国際企業関係法専攻 - 政治学専攻 - 経済学研究科 - 経済学専攻 - 前期課程の履修モデル（コース） - 経済学コース - 国際経済コース - 商学研究科 - 商学専攻 - 前期課程のコース - 研究コース - ビジネスコース - 文学研究科 - 国文学専攻 - 英文学専攻 - 独文学専攻 - 仏文学専攻 - 中国言語文化専攻 - 日本史学専攻 - 東洋史学専攻 - 西洋史学専攻 - 哲学専攻 - 社会学専攻 - 社会情報学専攻 - 教育学専攻 - 心理学専攻 - 前期課程のコース - 心理学コース - 臨床心理学コース（臨床心理士第２種指定校大学院） | - 理工学研究科 - 数学専攻 - 物理学専攻 - 都市人間環境学専攻 - 前期課程のコース - 「都市・国土」コース - 「環境」コース - 「人間」コース - 「国際水環境」コース - 精密工学専攻 - 電気電子情報通信工学専攻 - 応用化学専攻 - ビジネスデータサイエンス専攻 - 情報工学専攻 - 生命科学専攻 - 情報セキュリティ科学専攻：博士後期課程のみ - 電気・情報系専攻：博士後期課程のみ - 電気・情報系の博士後期課程3専攻（電気電子情報通信工学専攻、情報工学専攻、情報セキュリティ科学専攻）を統合し、2017年4月開設。 - 副専攻 - 環境・生命副専攻 - データ科学・アクチュアリー副専攻 - ナノテクノロジー副専攻 - 電子社会・情報セキュリティ副専攻 - 感性ロボティクス副専攻 - 総合政策研究科 - 総合政策専攻 - 戦略経営研究科博士：博士後期課程のみ - ビジネス科学専攻（ビジネススクールのDBAプログラムとして開設） - 国際情報研究科：修士課程のみ |

##### 専門職大学院
専門職大学院は以下のものが存在する。
- ロースクール（法務研究科）中央大学法科大学院
  - 法務専攻
- ビジネススクール（戦略経営研究科）中央大学ビジネススクール
  - 戦略経営専攻（MBAプログラム）

#### 主な附属機関・施設
- 研究所
  - 日本比較法研究所（後楽園キャンパス）
  - 経理研究所
  - 経済研究所
  - 社会科学研究所
  - 企業研究所
  - 人文科学研究所
  - 保健体育研究所
  - 理工学研究所（後楽園キャンパス）
  - 政策文化総合研究所
- 研究開発機構（後楽園キャンパス）
- 産学官連携・知的財産戦略本部 （CLIP）（後楽園キャンパス）
- 図書館
  - 多摩キャンパス
    - 中央図書館
    - 経済学部学生図書室
    - 商学部学生図書室
    - 文学部専攻別図書室
    - 総合政策学部図書室
    - 大学院図書室

  - 後楽園キャンパス
    - 理工学部分館

  - 茗荷谷キャンパス
    - 法学部図書室、書庫

  - 市ヶ谷田町キャンパス
    - 国際情報学部図書室

  - 駿河台キャンパス
    - 専門職大学院図書室
- 映像言語メディアラボ
- 情報環境整備センター
  - 多摩ITセンター
  - 都心ITセンター（後楽園、茗荷谷、駿河台）
- キャリアセンター（多摩、都心：後楽園、茗荷谷キャンパス Myogadani Student Hub内に設置）
- 国際センター
- 入学センター
- 体育施設運営センター
- 保健センター
- 寮（セミナーハウス）
  - 野尻湖セミナーハウス
  - 富浦臨海寮（千葉県南房総市富浦町）

##### 附属図書館
多摩キャンパスに中央図書館、後楽園キャンパスに中央図書館理工学部分館を設置している。特に多摩キャンパスの中央図書館には17万冊の開架書庫と1685席の閲覧席を設けた大規模なものである。なおこのほかに各学部（文学部は各専攻・理工学部は各学科）にも図書館が設置されている。また1979年（昭和54年）にはEC資料センター（現在はEU情報センター）、1994年（平成6年）には国連寄託図書館にそれぞれ指定されており、国際機関資料を一般に公開している。

##### 資料館
- 大学史資料館（多摩キャンパス学生研究棟「炎の塔」2階）
- 法と正義の資料館（同）

### 教育プログラム
- 現代的教育ニーズ取組支援プログラム
  - 「中大・八王子方式」による地域活性化支援（2004年採択）
  - 産学連携教育による女性研究者・技術者育成（2006年採択）
- 特色ある大学教育支援プログラム
  - アカデミックインターンシップの全学的展開（2003年採択）
  - 実学理念に基づく高大接続教育の展開（2004年採択）
- 大学教育の国際化推進プログラム
  - 中央大学長期海外留学支援プログラム（2006年採択）
- 法科大学院等専門職大学院形成支援プログラム
  - 法曹養成のための国際教育プログラムの形成（2004年採択）
  - 知的財産に関する先端的映像教材の開発（2004年採択）
  - 実務基礎教育の在り方に関する調査研究（2004年採択）
  - 国際的に活躍できる会計専門家の育成（2004年採択）
  - 会計大学院教育課程の国際水準への向上（2005年採択）
- 先導的ITスペシャリスト育成推進プログラム
  - 先導的ITスペシャリスト育成プログラム（2006年採択）
- 専門職大学院等における高度専門職業人養成教育推進プログラム
  - グローバル化に対応した法曹養成プログラム（2008年採択）
- グローバル人材育成推進事業
  - グローバル人材育成推進事業（タイプA・全学型）（2012年採択）

#### 情報処理技術者試験
中央大学の国際情報学部では、国家資格の情報処理技術者試験の合格に力を入れている。特定の科目を単位を取得し、かつ、修了試験に合格することで、基本情報技術者試験（FE）の午前の部の受験が1年間免除される制度が導入されている。また、国際情報学部の特定の科目の単位を取得して卒業すると、情報処理安全確保支援士（登録情報セキュリティスペシャリスト）試験の午前II試験の受験が2年間免除される。

### 研究プログラム

#### 21世紀COEプログラム
21世紀COEプログラムとして、1件のプロジェクトが採択された。
- 2002年（平成14年）
情報・電気・電子
電子社会の信頼性向上と情報セキュリティ

### 中央大学学術研究奨励賞
※ 以下、公式サイトより抜粋
- （1）趣旨
中央大学は、優れた学術研究成果（文化の分野で挙げた学術的価値のある業績を含む）を挙げて、学会等から賞を受けた本学専任教員に対し、その功績を表彰するとともに、学術研究活動を奨励するため、表彰制度を設けています。
- （2）対象業績
表彰の対象は、日本学術会議協力学術研究団体又はそれと同等以上と認められる国内外の学会等から賞を受けた研究業績等で、かつ、その功績が学術の発展に寄与し、又は社会的に高く評価されているものとします。
- （3）表彰
表彰は、学術研究奨励賞選考委員会の選考を受け学長が表彰状及び学術研究奨励金を授与することにより行います。

#### 中央大学学術研究奨励賞受賞者
1993年度 (平成05年度) 5名
- 法学部　岡上和雄(教授)
- 商学部　北村敬子(教授)
- 理工学部　板尾清(教授)、榎本忠儀(教授)、西島和彦(教授)

1994年度 (平成06年度) 4名
- 理工学部　板尾清(教授)、川澄博通(教授)、佐藤寿芳(教授)、高橋洋一(教授)

1995年度 (平成07年度) 3名
- 理工学部　稲葉次紀(教授)、牧野光則(助教授)
- 総合政策学部　ブライアン・ハリスン(Brian Harrison、助教授)

1996年度 (平成08年度) 5名
- 法学部　森松健介(教授)
- 理工学部　井原透(教授)、榎本忠儀(教授)、大久保伸行(教授)、篠田庄司(教授)

1997年度 (平成09年度) 3名
- 経済学部　宇沢弘文(教授)
- 理工学部　篠田庄司(教授)、山田正(教授)

1998年度 (平成10年度) 11名
- 理工学部　稲見武夫(教授)、榎本忠儀(教授)、遠藤靖(教授)、川原陸人(教授)、小林一哉(教授)、篠田庄司(教授)、杉本康博(教授)、関口勲(教授)、深井有(教授)
- 文学部　鈴木康司(教授)、縄田雄二(専任講師)

1999年度 (平成11年度) 7名
- 商学部　佐藤進(教授)、遠山暁(教授)、林正樹(教授)、池澤滋子(助教授)、久保文克(助教授)
- 理工学部　山村清隆(教授)
- 文学部　吉田民人(教授)

2000年度 (平成12年度) 8名
- 経済学部　篠原正博(助教授)
- 商学部　石崎忠司(教授)
- 理工学部　浅野孝夫(教授)、伊理正夫(教授)、木下源一郎(教授)、篠田庄司(教授)、山村清隆(教授)、牧野光則(助教授)

2001年度 (平成13年度) 8名
- 法学部　星野智(教授)
- 経済学部　金光仁三郎(教授)
- 理工学部　遠藤靖(教授)、榎本忠儀(教授)、金沢健二(教授)、篠田庄司(教授)、高窪統(助教授)、中條武志(教授)

2002年度 (平成14年度) 8名
- 理工学部　井原透(教授)、大前力(教授)、木下源一郎(教授)、小泉堯(教授)、今野浩(教授)、山村清隆(教授)
- 文学部　奥田道大(教授)
- 総合政策学部　細野助博(教授)

2003年度 (平成15年度) 10名
- 法学部　武智秀之(教授)
- 経済学部　金田昌司(教授)
- 商学部　児嶋隆(教授)
- 理工学部　大久保伸行(教授)、加藤俊一(教授)、鈴木寿(教授)、西田治文(教授)、山村清隆(教授)、牧野光則(助教授)、薫勤喜(任期制助手)

2004年度 (平成16年度) 10名
- 商学部　渡辺岳夫(助教授)
- 理工学部　榎本忠儀(教授)、遠藤靖(教授)、辻知章(教授)、鎌倉稔成(教授)、長塚豪己(任期制助手)、西田治文(教授)、山村清隆(教授)、梅田和昇(教授)
- 総合政策学部　大橋正和(教授)

2005年度 (平成17年度) 14名
- 法学部　高橋薫(教授)、李延江(教授)
- 経済学部　徳永英二(教授)
- 商学部　堀川裕司(専任講師)
- 理工学部　大前力(教授)、國生剛治(教授)、篠田庄司(教授)、趙普輝(教授)、牧野光則(教授)、姫野賢治(教授)、薫勤喜(任期制助手)
- 文学部　鈴木俊幸(教授)、ハンス・ヨアヒム・デトレフス(Hans Joachim Dethlefs、教授)
- 総合政策学部　河野光雄(教授)

2006年度 (平成18年度) 10名
- 経済学部　冨田俊基(教授)、塩見英治(教授)
- 理工学部　浅野孝夫(教授)、榎本忠儀(教授)、大隈久(教授)、新藤斎(教授)、西田治文(教授)
- 文学部　ミカエル・フェリエ(教授)、安野智子(教授)
- 総合政策学部　平野廣和(教授)

2007年度 (平成19年度) 以後

## 学生生活

### 学友会
中央大学では、公認部会（サークル）及び公認を目指す未公認部会（サークル）は、すべて中央大学学友会に所属している。学友会は、大学側と学生側の双方から選出された委員により構成される中央委員会によって運営されている。会長は学長が就任している。学友会には以下の組織・機関が存在する。また、公認を目指さず、学友会に所属しないサークルも多数存在する。たとえば、学生赤十字奉仕団 は日本赤十字社から公認されているものの学友会には所属していない。

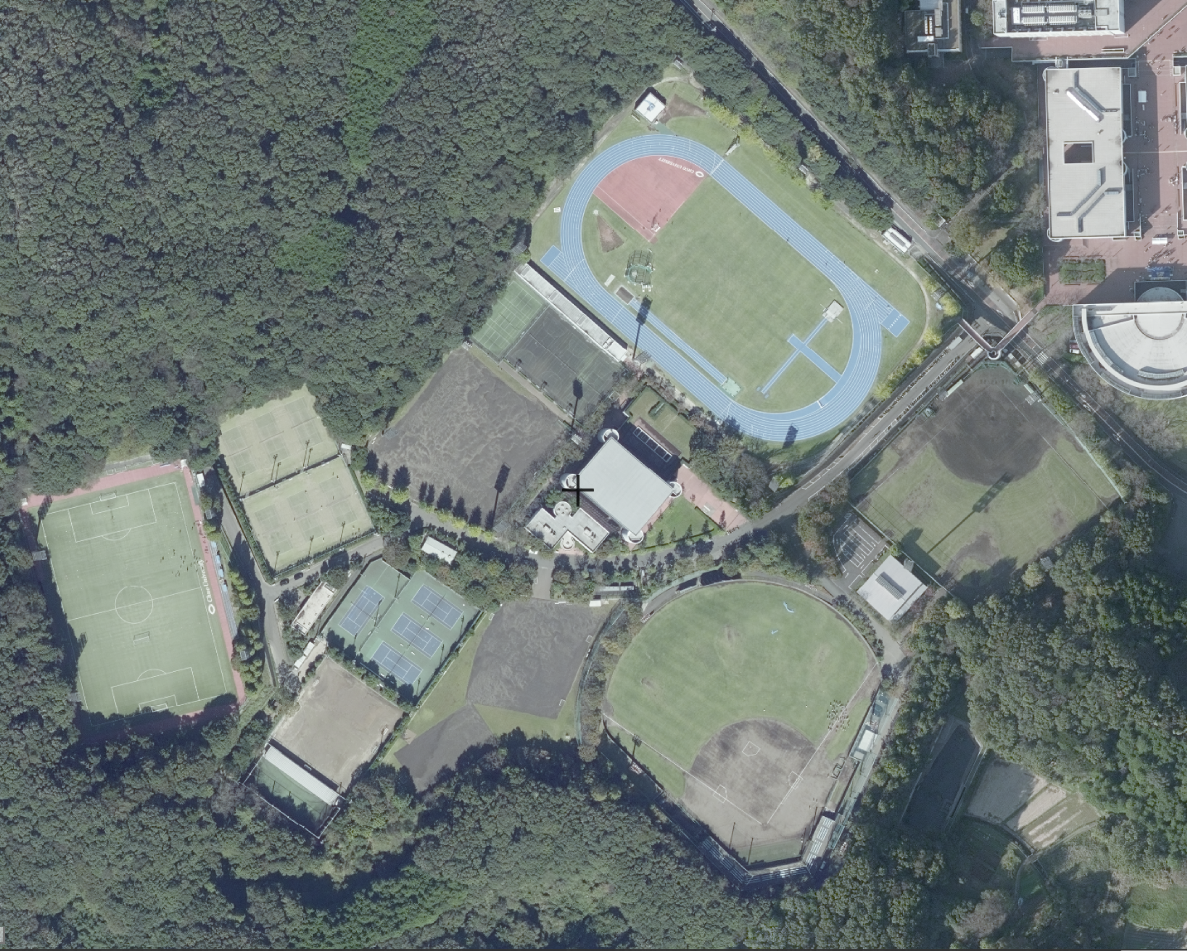
多摩キャンパスのスポーツ施設

なお、大学スポーツに関しては、原則として学友会の中でも更に体育連盟に所属する部会が、正式な代表権を有している。
体育同好会連盟の部会や学友会に所属していないサークルは大学の公的な代表としてはみなされていないため、何らかの事情で体育連盟に加盟していないスポーツ競技の部会・サークルでは、対外試合を実施していないケースもある。ただし過去には、体育連盟に当該種目の部会が存在しなかったアメリカンフットボール同好会が、体育連盟の同意を得て、未公認団体（正確には設立申請団体 - その後体育連盟に昇格）のまま、関東のリーグ戦に参加していた例もある。また、空手道のように流派が分かれている競技では、例外も存在する。
なお、体育連盟所属部会には公欠制度があり、学長名による「課外活動にともなう授業配慮願（公欠届）」も存在するが、これは、公式試合等で授業を欠席し、通常単位取得に必要とされる出席日数に満たなかった場合に、一定の補完措置（補講受講やレポート提出等）をとった上で単位取得を認める配慮を求めるという趣旨のものであり、単に出席面で優遇するという性格のものではない。
- 中央委員会
- 部会長会
- 連絡協議会
- 連盟会議
- 公認申請等に関する審議会
- インターネット運営委員会
- 総務部
- 監査部
- 学術連盟（主に仮執行体制以前から学友会に所属する学術系部会が所属。「炎の塔」所属の「正法会」「真法会」といった難関法律資格受験団体の学術研究団体連盟〈学研連〉とは別物である）
- 文化連盟（本来は仮執行体制以前から学友会に所属する文化系部会が所属する連盟であるが、後述の学芸連盟成立後も新しく公認される部会も多く、その棲み分けは曖昧になりつつある。）
- 学芸連盟（仮執行体制解消時に設立された連盟。以降新しく公認団体となる部会も多く、文化連盟との差はなくなりつつある。）
- 体育連盟（代表権を有するスポーツ部会）
- 体育同好会連盟（体育連盟に当該種目の既存部会が存在するため、代表権を有さないスポーツ部会。本来は仮執行体制解消時に存在した部会のうち体育連盟への移行基準を満たしていなかった部会による連盟である）
- 理工連盟（後楽園キャンパスに本部を置く部会）
- 国際情報連盟（市ヶ谷田町キャンパスに本部を置く部会）
- 学友連盟（主に二部学生を会員とする部会。部会の新設公認は原則として行われない。）
- 未公認部会

（参考）1988年（昭和63年）1月30日に開催された「対学友会会長（＝学長）大衆会見」の共同宣言によって解消されることとなった「仮執行体制」下では、未公認部会の連盟である「白門連盟（白連）」と、「設立申請団体（設申）」が存在した。「仮執行体制」下では、部会公認に関するすべての手続きが凍結されていたため、「仮執行体制」開始時点での未公認部会が公認されないままで固定化していた。また、これ以降に新たに発足した部会も「設立申請書」が学友会事務室の窓口預かりのままとなっていた。前者が「白門連盟」を構成し、後者が「設立申請団体」と呼ばれた。
「仮執行体制」終焉に伴い、「白門連盟」所属部会及び「設立申請団体」の中で、既存公認連盟の公認基準を満たし、且つ当該部会が公認化を希望する部会については、既存公認連盟に移行し、それ以外の部会で、公認基準を満たし（「部会活動報告書」を基準年数以上提出し続けている部会又は、「部会活動報告書」は提出されていないものの、「白門連盟」執行部が基準年数以上の活動継続を認める証明書を発行した部会。）、且つ当該部会が公認化を希望する部会については、新設の学芸連盟又は体育同好会連盟に移行した。

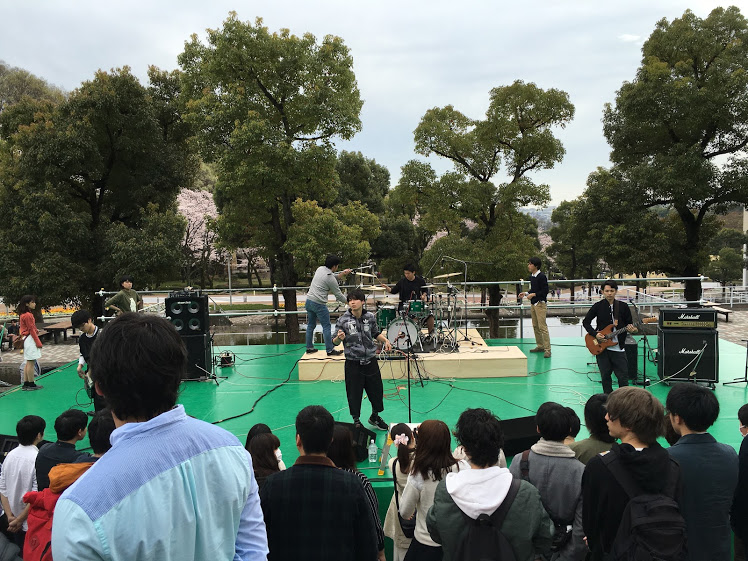
春の新入生歓迎白門祭の様子

### 学園祭
学園祭は「白門祭」と呼ばれ、以下の3種類が存在し、多摩キャンパスにおいては白門祭実行委員会が、後楽園キャンパスにおいては理工白門祭実行委員会が、それぞれ運営する。
- 新入生歓迎白門祭（5月中旬、多摩キャンパス）
- 新入生歓迎文化祭・スポーツ大会（4月初旬、後楽園キャンパス）
- 白門祭（11月初旬、多摩キャンパス／後楽園キャンパス／市ヶ谷田町キャンパス）

### スポーツ

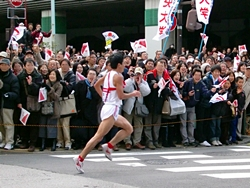
箱根駅伝での沿道の中央大応援風景

- 陸上競技部（男子部）は、箱根駅伝で最多出場を誇るとともに、最多連続出場（86回連続）、歴代最多である14回（第35回大会（1959年）から第40回大会（1964年）までの6連覇含む）の優勝をしているが、第72回大会（1996年）を最後に総合優勝からは遠ざかっている。
女子陸上競技部は、全日本大学女子駅伝に30回（39回中）の出場回数を誇り、1989年の第7回大会、1993年の第11回大会の2回優勝している。
- 硬式野球部は、東都大学野球連盟の設立時より加盟。東都リーグ24回、大学選手権3回、神宮大会1回の優勝をしている。OBにはプロ野球選手も多い。

中央大学には1910年（明治43年）頃から学生有志の野球チームがあり、明治大学の有志チームとも対戦していたが、その後校内の野球熱は冷却し、大正期以降の野球ブームに乗り遅れてしまった。東都大学野球連盟の設立経緯に関しては該当記事を参照。なお、同大学には女子野球部はないが女子ソフトボール部がある。
- サッカー部は、関東大学1部リーグ優勝5回、全日本大学選手権優勝8回、天皇杯優勝1回を誇る。また、関連チームの中大クラブも天皇杯優勝を1回している。
- ラグビー部は、関東大学リーグ戦グループで1回の優勝経験がある。
- アメリカンフットボール部は1967年創部で、愛称はラクーンズ。2023年現在、関東学生リーグTOP8に属している。
- ボート部は、毎年グリーンレガッタ等に参戦している。グリーンレガッタとは、中大・法大・日体大・東京経済大の4大学のボート競技の対校定期戦である。1991年のみどりの日（現 昭和の日）に始まったのが名称の由来で、毎年戸田漕艇場で実施されている。ボート競技の主流である男子エイトは、1983年に東大の全日本選手権の連勝記録を止めて以降2000年代初頭まで、全日本選手権優勝5回、全日本大学選手権優勝13回（4連覇・3連覇を含む）を数えた強豪。
- 水泳部は、1994年の第70回日本学生選手権で男子が初の総合優勝をして以来、歴代最多の11連覇を達成し日大や早大の連覇記録を更新した。
- バスケットボール部は、全日本学生選手権で3度優勝を果たしている。プロレスラーのジャンボ鶴田は、同バスケ部→レスリング部に在籍した。なお、同大学バスケ部はサッカーやラグビー同様男子部のみで女子部門がない。
- バレーボール部（男子部）は、全国タイトルを全国大学最多の計23回（全日本総合（6人制）6回・NHK杯1回・インカレ15回・東西インカレ1回）獲得している。また、東日本インカレも6回制している。
- 柔道部は、男子部のみで女子部門はない。全日本学生柔道優勝3回の実績がある。著名なOBに岡野功、関根忍、津沢寿志　高橋宏明などがいる[22]。
- 剣道部（男子部）は、全日本学生剣道で歴代最多14回の優勝を誇る。
同部（女子部）は、2021年の第40回全日本女子学生剣道で初優勝し、同時に男子部の優勝で男女アベック優勝を果たした。
- ボクシング部は、全日本大学王座決定戦（東西王座決定戦）で通算12回の優勝を数える。

### 文化系
- 辞達学会は、1901年（明治34年）に、現在の私立大学のなかで最も古くに創設された弁論部ともされている。
- 新聞学会は、1928年（昭和3年）に中大時報として創刊された中央大学新聞を発行する。
- 音楽研究会吹奏楽部は、全日本吹奏楽コンクールに通算31回出場し、1位1回、2位5回、3位4回、制度改訂後は金賞14回、銀賞4回、銅賞1回（2022年現在）。公式略称は中大ブラス。

## 校歌
中央大学校歌
作詞 石川道雄
作曲 坂本良隆
1. 草のみどりに風薫る
丘に目映き白門を
慕い集える若人が
真理の道にはげみつつ
栄ある歴史を承け伝う
ああ中央　われらが中央
中央の名よ光あれ
2. よしや嵐は荒ぶとも
揺るがぬ意気ぞいや昻く
春の驕奢の花ならで
みのりの秋やめざすらむ
学びの園こそ豊かなれ
ああ中央　われらが中央
中央の名よ誉あれ
3. いざ起て友よ時は今
新しき世のあさぼらけ
胸に血潮の高鳴りや
湧く歌声も晴れやかに
自由の天地ぞ展けゆく
ああ中央　われらが中央
中央の名よ栄あれ

## 大学関係者と組織

### 大学関係者組織
中央大学のOB会・親睦会に「○○白門会」または「白門○○会」という名前が付いた組織がある。OB組織は一般的に「白門会」と呼ばれるが、白門会はあくまでも任意の団体である。中央大学の正式な同窓会は中央大学学員会である。学員会費を支払っている学員（会員）が100名以上在籍する白門会が、学員会の正式な支部として認定される資格を持つ。支部には、地域支部、年次支部、職域等支部の3種類がある。白門会という名称は付いていないが、法曹の親睦団体である中央大学法曹会や中央大学出身の財界人による南甲倶楽部も白門会である。
なお、学員会本部事務局は神田駿河台の中央大学駿河台キャンパス18階に置かれている。

## 施設

### キャンパス

#### 多摩キャンパス

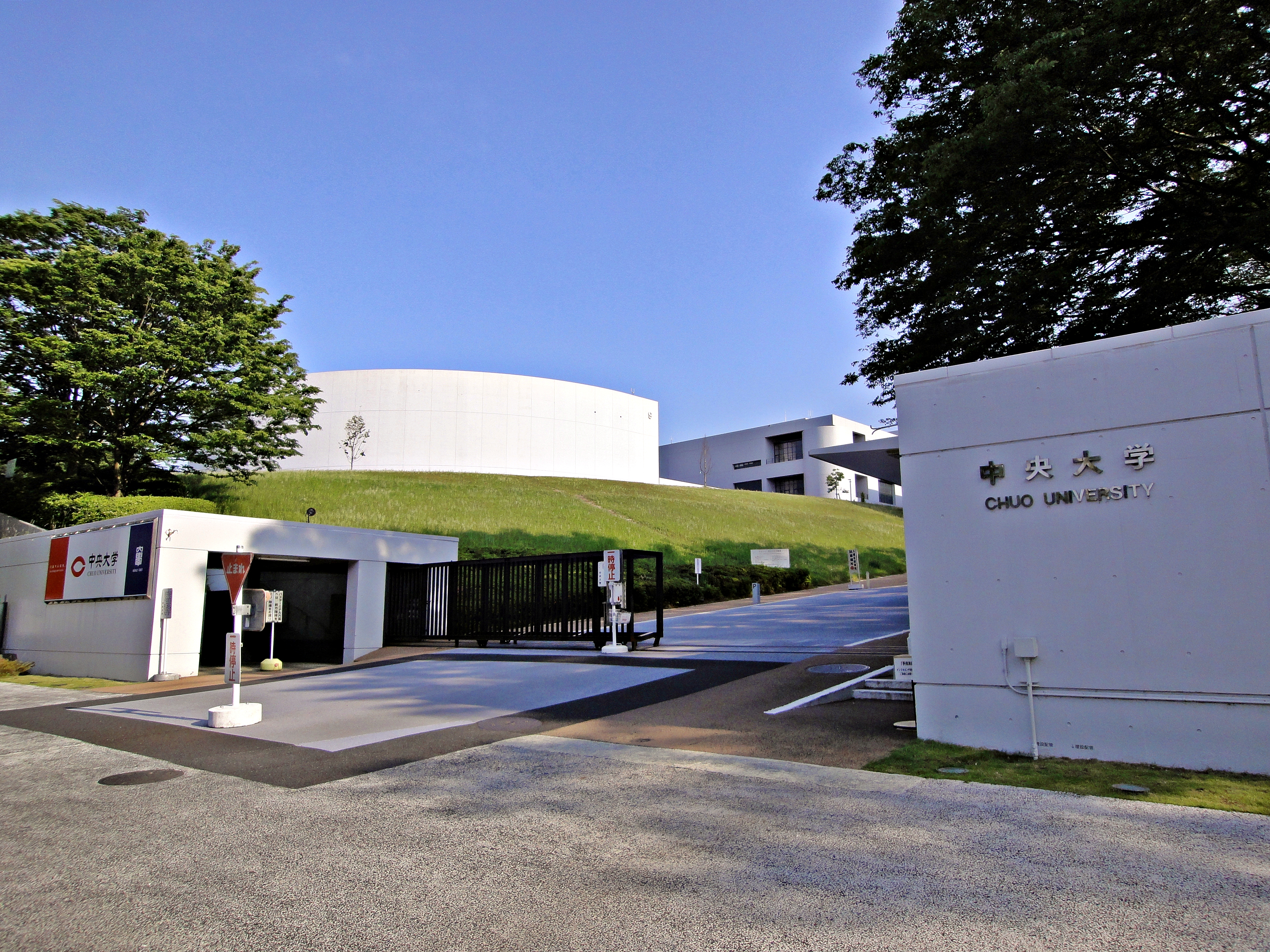
多摩キャンパス正門(奥にクレセントホール〈9号館〉とラバーズヒルを望む)

- 使用学部：法学部通信教育課程・経済学部・商学部・文学部・総合政策学部・国際経営学部
- 使用研究科：経済学研究科・商学研究科・文学研究科・総合政策研究科

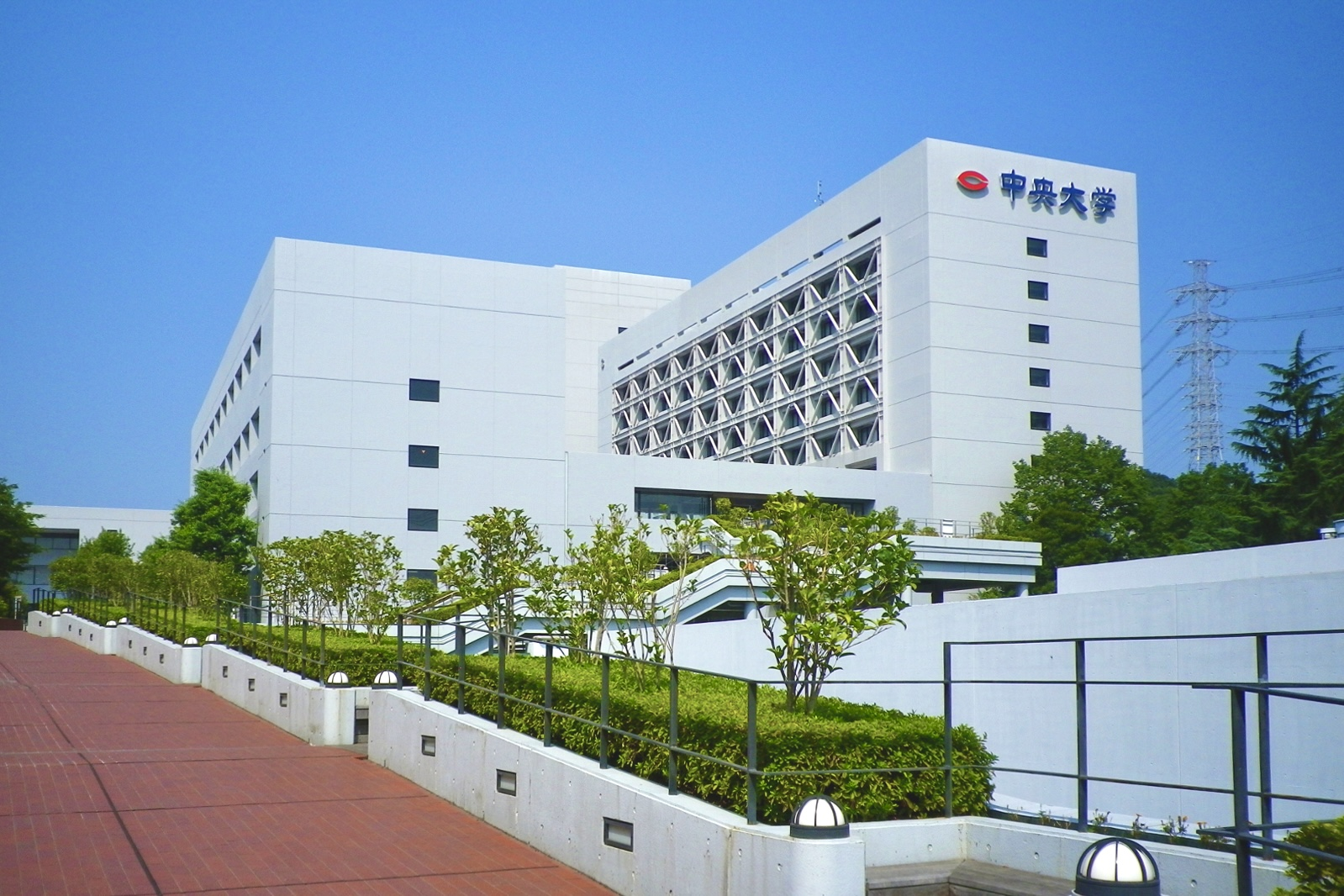
中央大学文学部棟

- 敷地面積： 518,401m2。

中央大学の本部があるメインキャンパスである。

#### 後楽園キャンパス

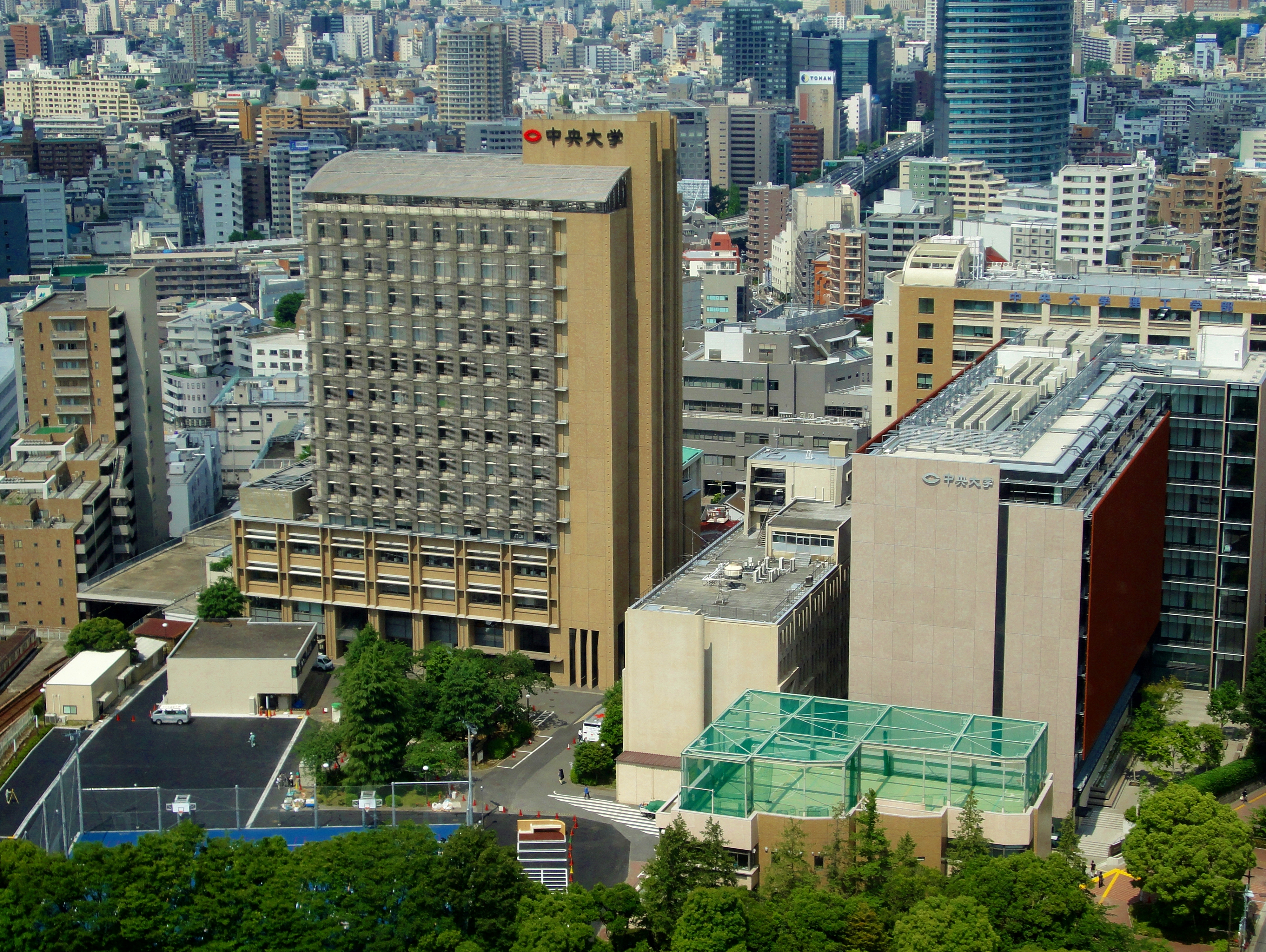
後楽園キャンパス

- 使用学部：理工学部、法学部（一部の研究室）
- 使用研究科：理工学研究科
- 敷地面積：29,283m2。

理工学部が設置されているキャンパスで、中央大学発祥の地である神田に近い。所在地は、東京都文京区春日である。キャンパス内には中央大学高等学校、日本比較法研究所なども併設されており、3号館などの一部の施設は共用となっている。2010年（平成22年）3月までは文系大学院教室も設置されていたが、市ヶ谷田町キャンパスの開校に伴い移転した（跡地は法学部教員研究室や日本比較法研究所が入った）。敷地面積は27,141m2である。東京ドームや文京区役所に非常に近いほか、都心にありながら、礫川公園に隣接し、後楽園に近いこともあり、キャンパス周囲は緑が多い。
- 施設
  - 1号館：学生生活課や保健センター、研究室や実験室がある。建て替え工事が進んでおり、2027年の新１号館完成を見込んでいる。
  - 2号館：研究室、実験室がある。2011年（平成23年）に中央大学創立125周年事業の一環として、旧7号館（生協・サークル棟）および屋外体育施設のあった位置に新築された。
  - 3号館：もとは低層の建物であったが、2003年（平成15年）に中央大学創立125周年事業の一環として新たに建設された高層ビル。内部に実験施設、学生食堂、法学部教員研究室、日本比較法研究所、中央大学高等学校用の施設など様々な設備を備えた後楽園キャンパスのシンボル的存在である。また、中大の都心拠点としても機能している。
  - 4号館：学生サークル棟。
  - 5号館：アリーナ、学生食堂などがある。
  - 6号館：理工学部事務室、図書館などがある。
  - 8号館：中央大学高等学校校舎として使用されている。
  - 多目的コート
  - 実験棟
  - 正門（白門）：中央大学の異称である白門を模した物である。記念撮影スポットとなっている。
- アクセス
  - 東京メトロ丸ノ内線・南北線 後楽園駅（後楽園方面改札）から徒歩5分
  - 都営大江戸線 春日駅（A1番出口）から徒歩5分
  - 都営三田線 春日駅から徒歩7分
  - JR中央・総武線 水道橋駅から徒歩15分

#### 茗荷谷キャンパス

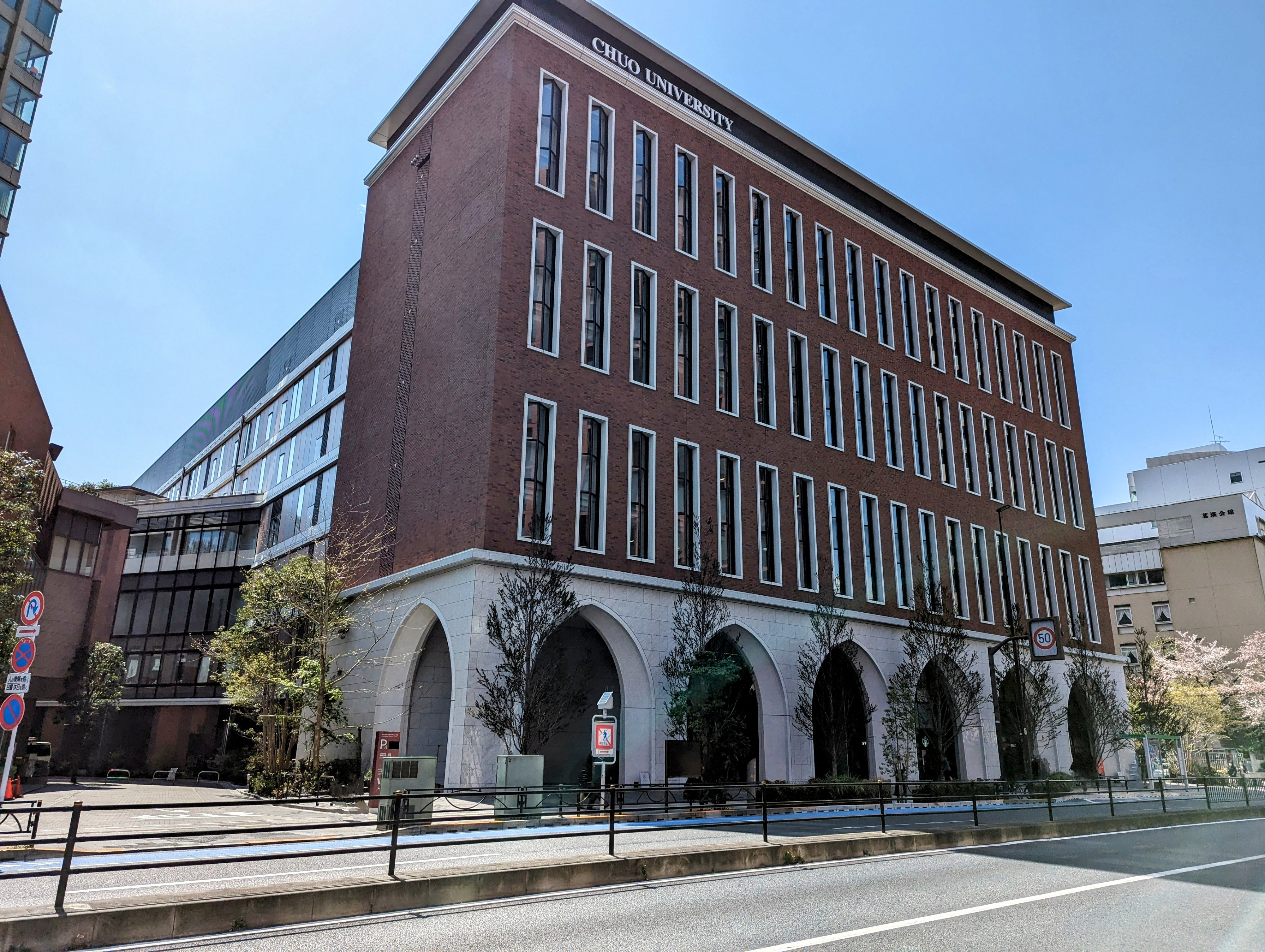
茗荷谷キャンパス（2023年4月）

- 使用学部：法学部（法学部通信教育課程を除く）
- 使用研究科：法学研究科
- 敷地面積：7,255.56m2

中央大学は中長期事業計画「Chuo Vision 2025」における二大キャンパス体制の形成の一環として、法学部の都心展開およびそれに係るキャンパス整備を目指した。法学部は当初、後楽園キャンパスに移転される予定であったが、中央大学が東京都庁より都営バス大塚車庫跡地を2018年（平成30年）12月に取得（借地）したことで、当該地での「茗荷谷キャンパス」の新設が決定した。コロナ禍の影響もあり、着工が多少遅れたが、2020年（令和2年）7月に着工し、2023年（令和5年）2月に竣工、同年4月に開校した。
茗荷谷キャンパスの外観は中央大学の前身である英吉利法律学校の赤レンガ造り校舎をモチーフとし、低層階には旧駿河台校舎と同じ尖頭型アーチを取り入れている。玄関には、テミス像や増島六一郎並びに花井卓蔵の銅像が飾られている。また、地上8階・地下2階のキャンパス内には、通常教室に加えて遠隔授業やハイブリッド型授業にも対応した教室を配置するほか、図書館や学生食堂はイギリスのミドル・テンプルをモチーフとしたインテリアを採用している。また、茗荷谷キャンパスは、地域貢献の観点からも大学施設のほか、文京区の地域活動センターや保育所などが併設されている。郵便局やカフェも併設され、周辺住民や茗荷谷駅利用者にとっても利便性の高いキャンパスを目指している。
- アクセス
  - 東京メトロ丸ノ内線 茗荷谷駅（春日通り方面改札）下車 徒歩1分[23]
  - 東京メトロ有楽町線 護国寺駅（5番出口）下車 徒歩12分

#### 駿河台キャンパス
- 使用学部：なし

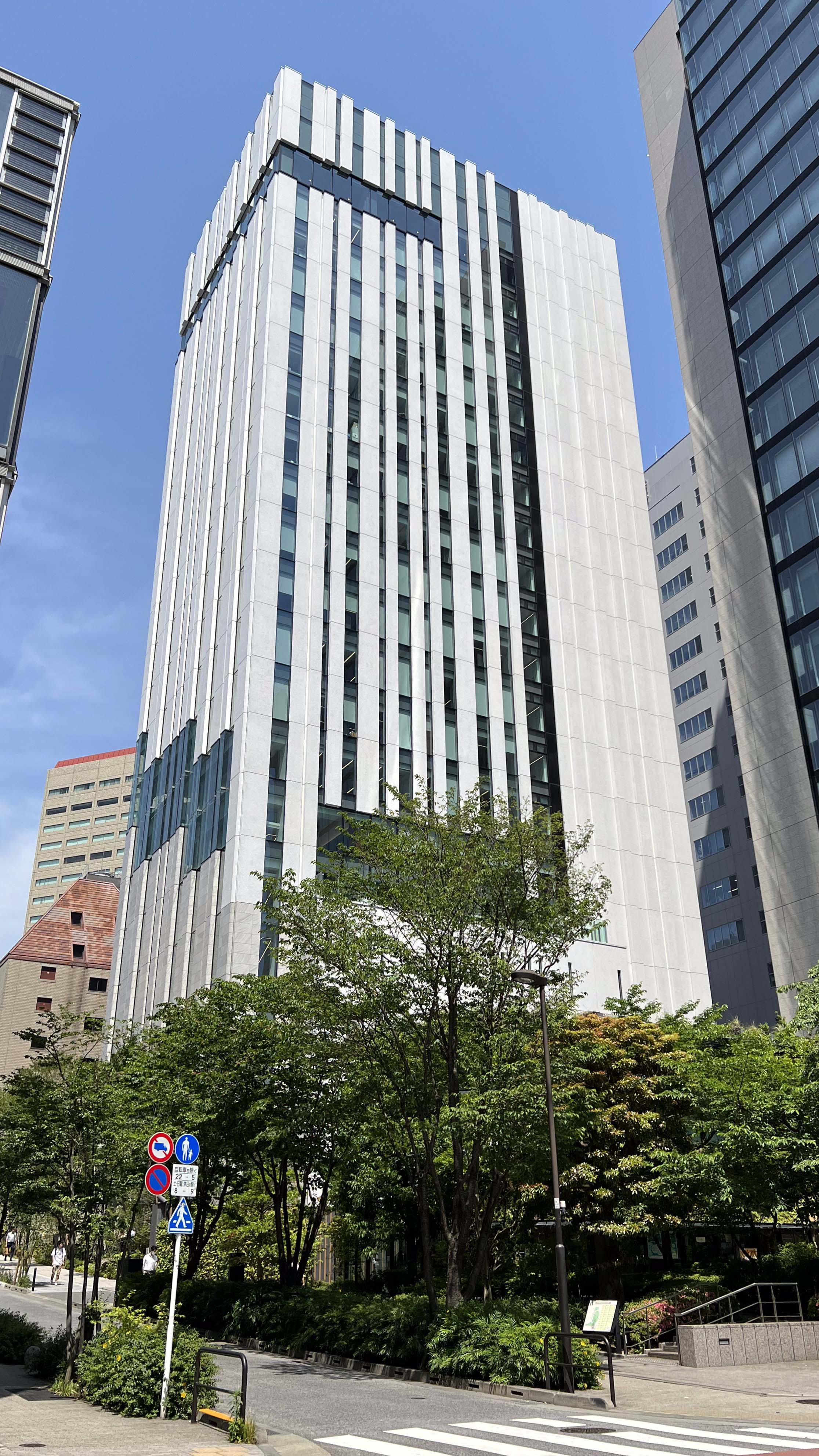
駿河台キャンパス
（2023年5月）

- 使用研究科：法務研究科（ロースクール）・戦略経営研究科（ビジネススクール）
- 敷地面積：1,942m2。

2023年（令和5年）4月に設置され、法務研究科及び戦略経営研究科が使用するキャンパス。地上19階・地下1階の高層ビルであり、駿河台記念館を建て替える形で同年2月に竣工した。
なお、同地に2019年（令和元年）まで存在した旧駿河台記念館は、かつてのメインキャンパスだった旧・駿河台キャンパス内の旧大学会館跡地に、1988年（昭和63年）に建設された施設だった。
2019年9月、「Chuo Vision 2025」の中間報告のなかで、駿河台記念館を2023年度までに建て替えたうえで、専門職大学院法務研究科（法科大学院）および戦略経営研究科（ビジネススクール）を収容する計画を公表した。
駿河台キャンパスの付近には明治大学のリバティタワーや日本大学歯学部、理工学部のキャンパスがある。
- アクセス
  - JR中央・総武線 御茶ノ水駅下車 徒歩3分
  - 東京メトロ丸ノ内線 御茶ノ水駅下車 徒歩6分
  - 東京メトロ千代田線 新御茶ノ水駅下車 （B1出口）徒歩3分・(B3b出口)
  - 都営地下鉄新宿線 小川町駅下車 （B5出口）徒歩5分

#### 市ヶ谷田町キャンパス（中央大学ミドルブリッジ）
- 使用学部：国際情報学部
- 使用研究科：国際情報研究科
- 敷地面積：1,495m2。

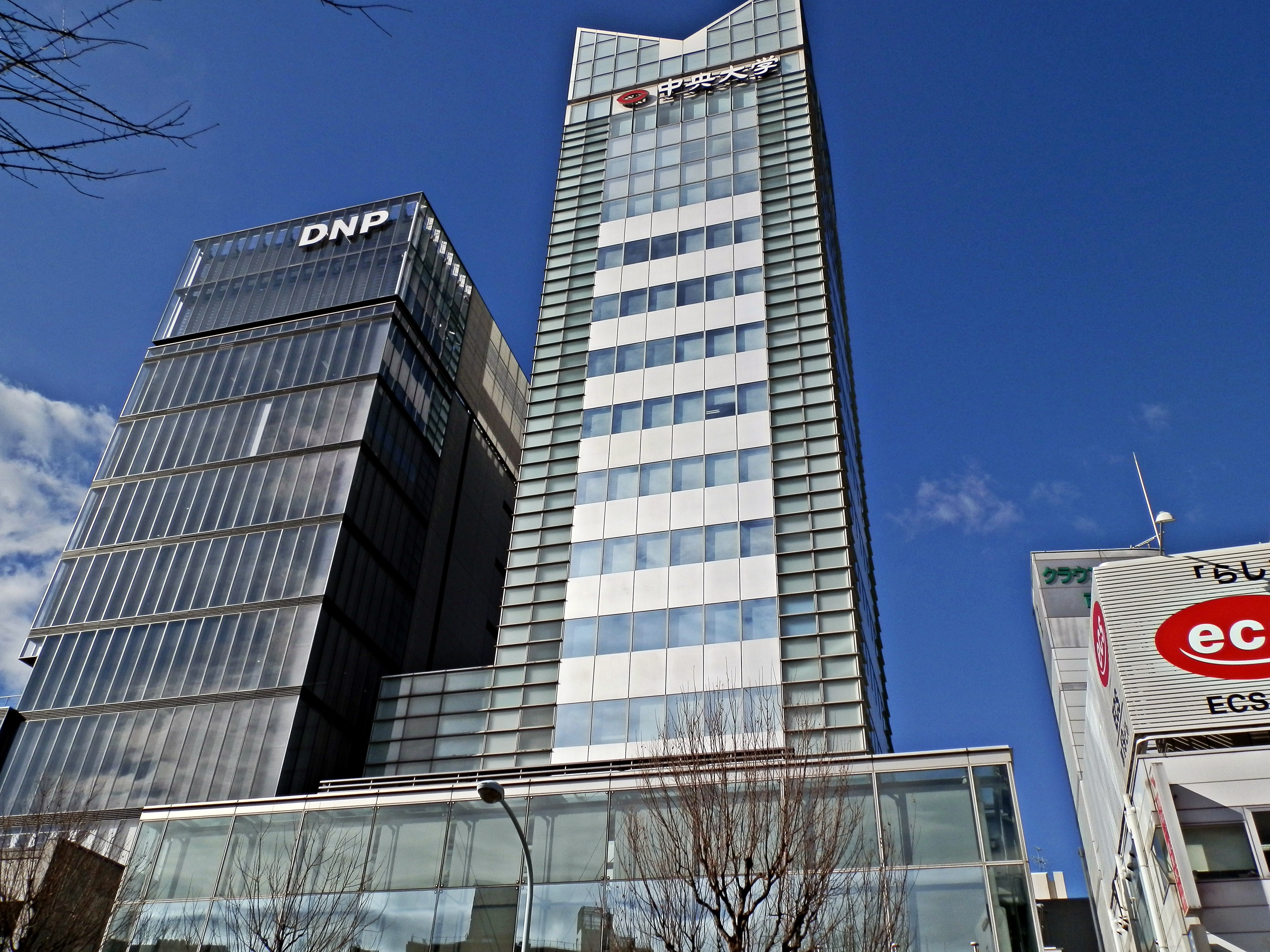
中央大学ミドルブリッジ（2012年12月）

大学院教育の充実と都心拠点整備のために旧学生援護会本社ビルを2009年（平成21年）8月に取得し、2010年（平成22年）4月に開校した。所在地は市ケ谷駅6番出口前であり、市ヶ谷キャンパスよりも利便性が高い。ミドルブリッジとは中大創設者達が学んだイギリスの法曹院の一つミドル・テンプルへの橋渡しと学生・教職員・学員（中大卒業生）相互の架け橋の2つの意味が込められた命名である。
開設時に市ヶ谷キャンパスから国際会計研究科、後楽園キャンパスから公共政策研究科、文系大学院教室が移転した。また2011年（平成23年）4月には公共政策研究科の多摩キャンパス開講科目も市ヶ谷田町キャンパスで行われることとなり、完全移転が実現した。その後、2017年に公共政策研究科が、2018年に国際会計研究科が廃止され、行われる授業は文系大学院の授業の一部のみとなっていたが、2019年4月に国際情報学部が、2023年4月に国際情報研究科修士課程が設置された。
- アクセス
  - 東京メトロ有楽町線・南北線 市ケ谷駅（6番出口）下車 徒歩1分
  - JR総武線・都営地下鉄新宿線 市ケ谷駅（A1出口）下車 徒歩5分

#### 小石川キャンパス
- 使用学部：法学部・国際情報学部
- 使用研究科：なし

茗荷谷キャンパスの開校に合わせて、2023年4月に開校した。体育館と付属棟（多目的室）で構成されており、所属キャンパスに十分な体育施設を持たない法学部・国際情報学部における体育授業、法学部・国際情報学部の学生のサークル活動に利用される。
- アクセス
  - JR総武線 飯田橋駅（東口）下車 徒歩10分
  - 東京メトロ丸ノ内線・南北線 後楽園駅（1番出口）下車 徒歩5分

### 海外拠点
特に明記がないものについては、中央大学ウェブサイトを参照。
- 中央大学パシフィック・オフィス （アメリカ合衆国ハワイ州）
  - 2013年12月にハワイ大学マノア校に設立。海外拠点第一号となる。
- 中央大学・タマサート大学コラボレーションセンター　「中央大学タイ・オフィス」（タイ王国バンコク市）
  - 2014年12月にタマサート大学法学部に設立。海外拠点第二号となる。
- 中央大学上海オフィス（中国上海市）
  - 2016年10月に上海理工大学日本文化交流センターに設立。海外拠点第三号となる。

### 学生寮
一般学生および留学生を対象とする寮として2011年に多摩平国際寮を、2012年に聖蹟国際交流寮を設置している。2020年には多摩キャンパス内に国際教育寮を設置した。
国際教育寮の設置に伴い、2020年度をもって多摩平国際寮を閉寮した。
国際教育寮
モノレール駅前に位置する。個室6室とシャワーブースやミニキッチンなどの共有設備を1つの単位とするルームシェア方式をとっている（6人1ユニット）。また、寮全体での共有設備として、キッチン、浴室、コインランドリーやシアタールーム、トランクルームがある。
ユニットのあるいは国際教育寮全体のリーダー役となった学生は、他の学生のサポート役として責任ある立場で寮運営に関わることとなる代わりに、パートタイム職員として、入寮時の新寮生のサポートに費やした時間に応じた給与などが支給される。
聖蹟国際交流寮
京王線聖蹟桜ヶ丘駅から徒歩8分の場所にある。他の国際寮とは異なり、個室タイプで一室に1名の学生が入居している。
多摩平国際寮 （廃止）
JR豊田駅から北へ徒歩約8分の位置にあるUR都市機構の旧多摩平団地一棟（64戸）を借り上げたもので、1戸(3DK)に3人（留学生、交換留学生、日本人学生）で入居していた。
対抗運動会を秋に開催し、国際寮と国際交流寮の両寮間の交流が図られていた。
また、学友会体育連盟に所属部員のために下記の寮が設置されている。
一部専用の寮・合宿所を設置している部もあるが、スポーツ推薦入試制度を導入している部のほとんどの部員が南平寮で生活をしている。体育連盟として共同寮を設置されることも、これほどの規模で運営されることも極めて稀である。
- 南平寮
- 東豊田寮
- 堀之内硬式野球部合宿所
- 戸田ボート部合宿所
- 葉山ヨット部合宿所

## かつて存在していた施設

### 旧:錦町校舎

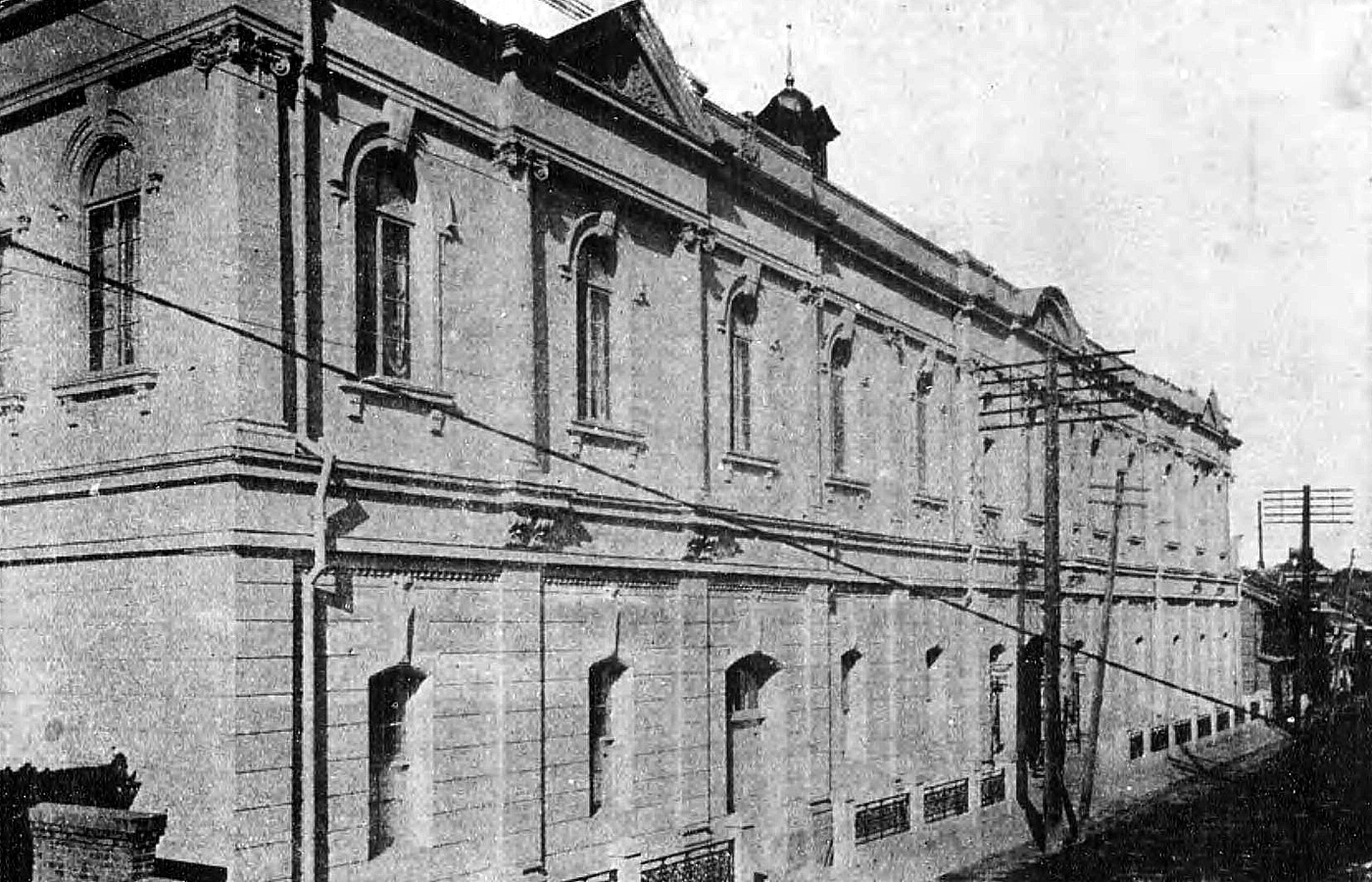
錦町校舎（1915年）

1885年（明治18年）7月の英吉利法律学校創設時より使用されたキャンパス。東京府神田区神田錦町2丁目2番地に所在していた。
1923年（大正12年）9月1日の関東大震災で大打撃を受け、応急復旧は施したものの、震災後の大学再建計画のためには校地移転が不可欠と判断されたため、1926年（大正15年）8月に駿河台キャンパスを完成させ、移転した。同地は電機学校（現:東京電機大学）に売却され、同大学が北千住に移転する2012年3月まで神田キャンパスとなっていた。2012年4月以降は住友商事による再開発が行われる。

### 旧:駿河台校舎

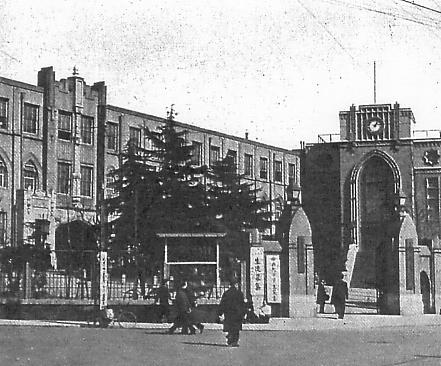
1930年頃の駿河台校舎（左）と図書館（右）：いずれも阿部美樹志設計。

1926年8月から1980年（昭和55年）3月まで使用されたキャンパス。東京都心の神田駿河台地区（現三井住友海上駿河台ビル及びその周辺）に所在していた。
- 1号館：1958年8月完成、施工は大成建設[26]、地下1階・地上7階建て、塔屋3階付（のちに10階建てに増築。大学院および研究室、総長室をはじめとする教職員関係施設、学生ホール、学食など）
- 2号館：1926年8月完成、施工は大倉土木、地下1階・地上3階建て（のちに4階建てに増築。法・経・商3学部校舎）
- 3号館：1935年8月完成、施工は大倉土木、地下1階・地上4階建て（創立50周年記念講堂）
- 4号館：1964年4月完成、施工は清水建設、地下1階・地上6階建て（法・経・商3学部校舎）
- 5号館：1964年8月完成、施工は清水建設、地下2階・地上10階建て（文学部校舎）
- 大学院分室図書館：1930年11月完成、施工は清水組、地下1階・地上3階建て
- 駿河台中央図書館：1967年5月完成、施工は清水建設[27]、地下2階・地上10階建て
- 中央大学会館：1956年8月完成、地下1階・地上5階建て（現在の新・駿河台キャンパスの場所）
- 錦町校舎：旧千代田区役所庁舎を1955年に購入し、学生会館および中央大学高等学校として使用した（1964年12月売却）。
- 聖橋校舎：明治大学から1965年4月に購入（経理研究所、中央大学高等学校、サークル施設として使用）[PR 23]
- 小川町校舎：1966年6月完成（学生会館として使用。なお、この建物はシェアオフィスとして現存している）[PR 24]

※各施設の名称は1964年4月以降のもの。
高度経済成長期に入学者が増加して校舎が手狭となり、当時都心部にあった大学の郊外への移転が推進されていたこともあり、1978年（昭和53年）4月に多摩キャンパスに移転した。ただし新入生と在学生のうち2年生、3年生が多摩に移り、4年生は引き続き駿河台キャンパスでの就学が継続されたため、1980年（昭和55年）まで授業が行われた。その後、1988年（昭和63年）には、旧・駿河台キャンパスの一部敷地（旧：大学会館跡）に駿河台記念館が建設された。2023年（令和5年）には、法務研究科（ロースクール）等への使用を目的として、地上18階・地下1階の高層ビルに建て替えられ、43年ぶりに駿河台キャンパスが復活した。

#### 中央大学講堂（駿河台キャンパス3号館）

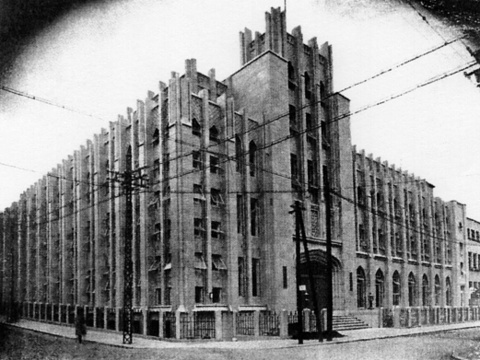
講堂外観（1935年）

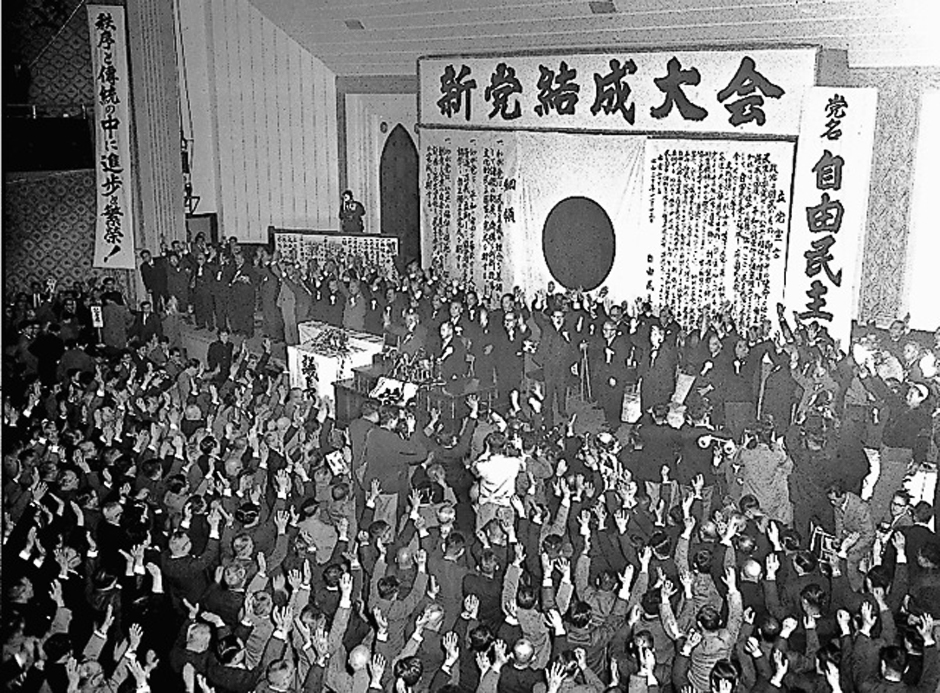
自民党結成大会（中大講堂）

1935年（昭和10年）8月完成。中央大学創立50周年記念事業の一環として秋元春朝邸跡地に建てられた。施工：大倉土木、鉄骨鉄筋コンクリート造地上4階、地下1階、建築面積：487坪（1,609m2）、延床面積：1,527坪（5,048m2）。建設費39万5,000円。近世ゴシック式の重厚な外観を有した。
地上1階から3階は講堂に充てられ、座席数2,326席、最大収容人員5,324人。1階座席に机を設けて講義に使用できるようになっていた。
この講堂は音響効果にすぐれ、マイクなしでも隅々まで声が届いたため演説会などによく利用された。自由民主党の結成大会は1955年（昭和30年）11月15日に中央大学講堂で実施された。日本社会党も党大会を同講堂で実施することが多かった。
講堂の隣には教室や事務室など十数室が設けられ、大学予科全部の教室に充用された。道路を挟んで反対側の校舎（2号館）との間には幅員2.7mの地下道が設けられていた。
同講堂は多摩への移転時に取り壊されており、現存しない。
設計者の阿部美樹志は中央大学とかかわりの深い建築家で、駿河台校舎（のちの2号館）、図書館（のちの大学院分室図書館）、駿河台校舎新館（のちの1号館）、中央大学会館の設計も担当した。

#### 中央大学駿河台校舎跡之碑
中央大学創立100周年を記念して1985年（昭和60年）7月8日に駿河台校舎南門跡地に設置された。ブロンズ仕上げの碑面には村上茂利による碑文が刻まれており、現存している。

### 旧グラウンド・他運動施設

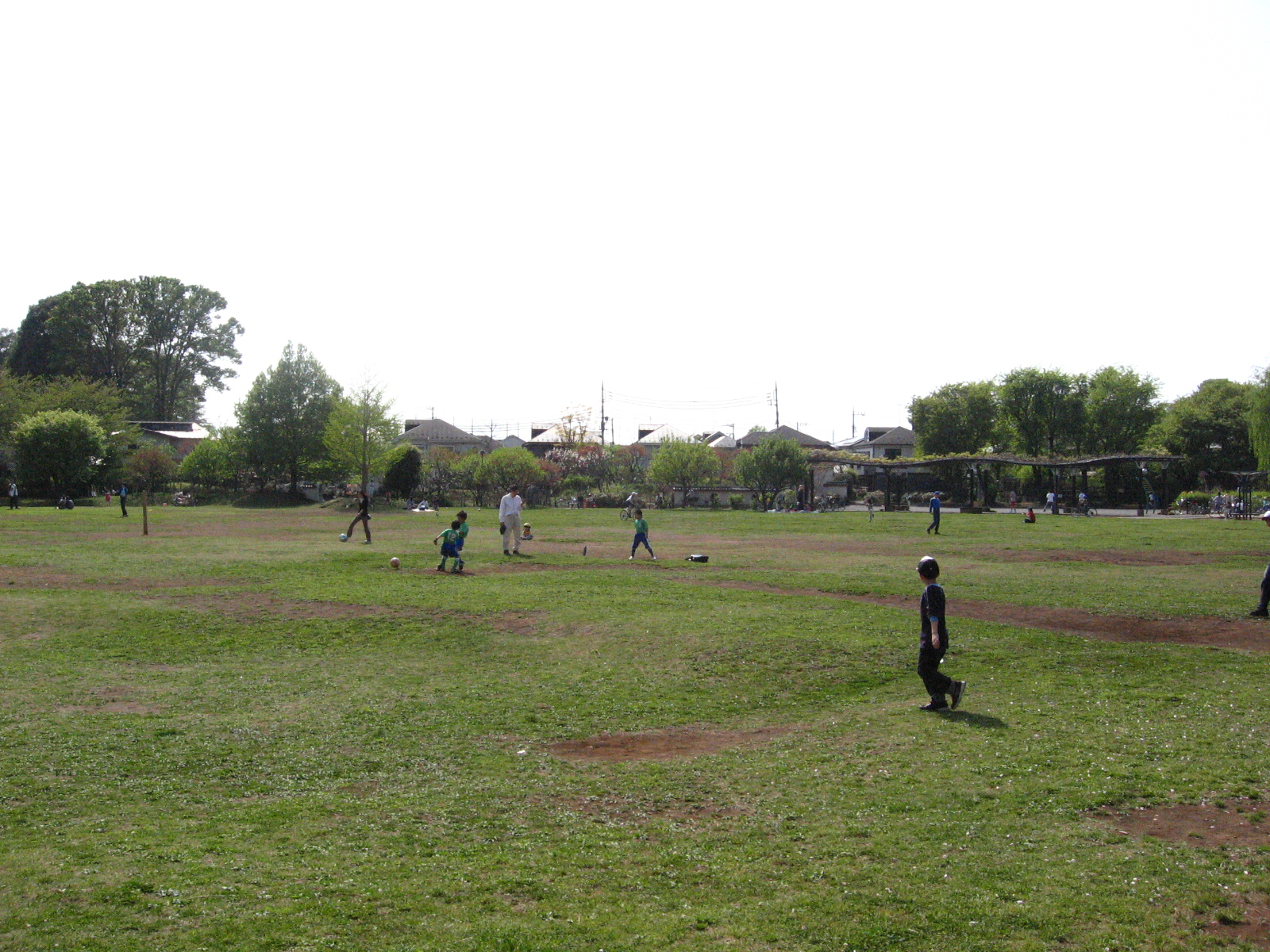
立野公園（旧吉祥寺運動場）

- 中野運動場：1911年に東京府豊多摩郡中野町の2,375坪余の土地を借地。しかし、運動会以外で使用されることはほとんどなく、陸上競技部、庭球部、蹴球部は学外施設を借用して練習に励んだという[PR 32]。大正末期には運動場周辺の宅地化が進み、土地の返還期も迫ったため、新たな運動場を取得することになった[PR 33]。
- 所沢運動場：1926年に埼玉県入間郡吾妻村の9,912坪の土地を購入[PR 34]。しかし野球や蹴球（ラグビー、サッカー）の設備はなく、都心から遠いこともあって、実際はあまり利用されなかったようである[PR 35]。
- 吉祥寺運動場：1935年に練馬区石神井立野町の約5,424坪の土地を購入し、硬式野球場とした[PR 36]。戦後の一時期、自前の練習場を持たない国鉄スワローズがこの運動場を借用したこともあった[29]。現在は立野公園となっている。
- 練馬運動場：1937年に板橋区練馬南町4丁目の約1万5,000坪の土地を購入[PR 37]。400mトラックと蹴球場1面、テニスコート3面、クラブハウスを有する本格的な総合グラウンドだった[30]。現在は練馬区体育協会が管理する練馬総合運動場となっている。
- 阿佐ヶ谷プール：杉並区阿佐谷北1丁目に戦前から存在していたプールを1953年に購入し合宿所を併設。1981年までに閉鎖され、2016年まで杉並区立けやき公園プールとして使用された。現在は杉並区立阿佐谷地域区民センターとなっている。

### 駿河台記念館

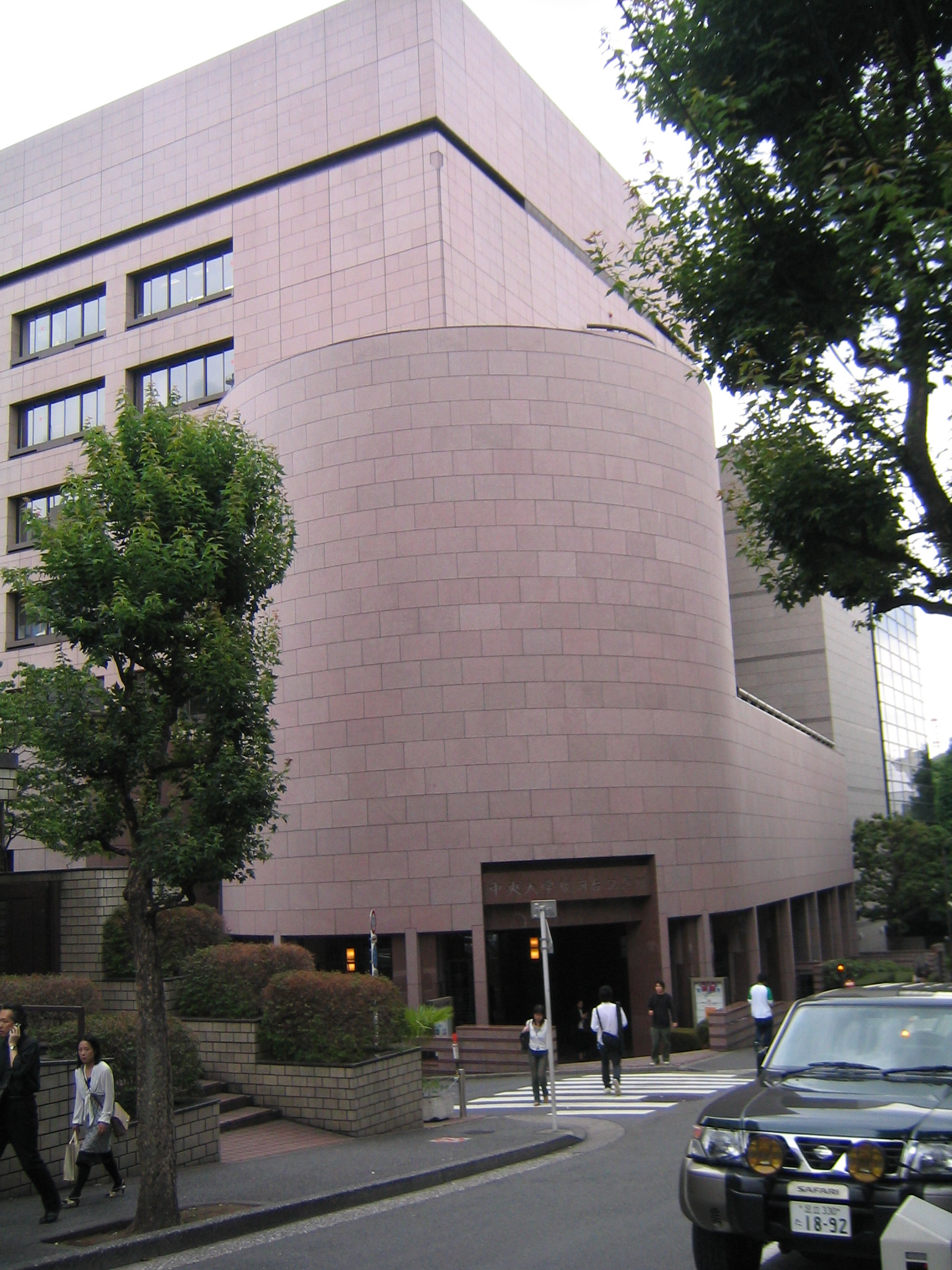
駿河台記念館

1985年（昭和60年）の創立100周年記念事業の一環として、1988年（昭和63年）、旧・駿河台キャンパス内の旧大学会館跡地に建設された施設である。設計は石本建築事務所。地下2階、地上7階建で、建築面積1,652.562m2、延床面積9,989.245m2。
館内には施設として、レストラン・喫茶店・キャリアセンター支部などが入り、卒業生組織である学員会本部事務局が置かれたほか、大学入試や経理研究所の社会人講座などで利用されていた。また、学員以外の一般団体へも貸し出されており、研修会・講演会などに利用されていた。
作家の司馬遼太郎は『街道をゆく36 本所深川散歩・神田界隈』の中で駿河台記念館を「いい感じの建造物」と賞賛した。1階の喫茶店も気に入っていたが、実際の利用者は中大生よりも近隣の日大生の方が多かったという。
新たな駿河台キャンパスを建設するため、2019年（令和元年）11月に閉場し、翌年解体された。

### 市ヶ谷キャンパス
- 法務研究科
- 敷地面積：4,123m2。

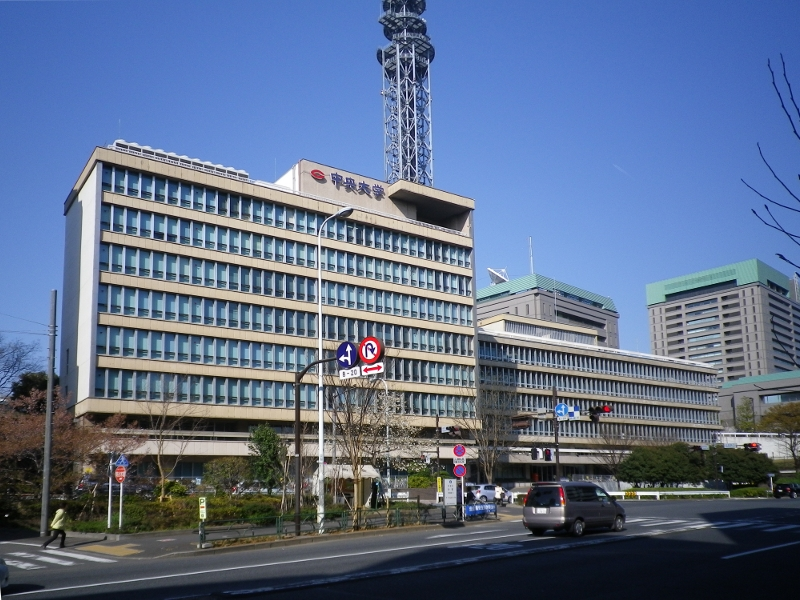
市ヶ谷キャンパス（2012年4月）

大学院教育の充実と都心拠点整備のため2000年（平成12年）4月に設置され、2023年（令和5年）3月まで法務研究科が使用していたキャンパス。所在地は東京都新宿区市谷本村町42-8、防衛省の隣に位置する。近傍の市谷田町1-18に市ヶ谷田町キャンパス（中央大学ミドルブリッジ）がある。2010年（平成22年）3月までは国際会計研究科も設置されていたが、市ヶ谷田町キャンパスの開校に伴い移転した。また、駿河台キャンパス開校に伴い、2023年4月に法務研究科も移転した。法務研究科が移転した後、現在は中央大学の市ヶ谷資料保管施設として使われている。
1999年（平成11年）7月にアジア経済研究所から購入し、法職講座市ヶ谷研究室が設置され、司法試験受験者の講座や自習室が置かれていた。これらは2004年の法務研究科設置の際に駿河台記念館へ移転した。なお、法務研究科1期生の修了に合わせて2006年（平成18年）4月から2010年（平成22年）3月まで市ケ谷駅前に法職講座市ヶ谷別館（千代田区五番町4-7）を設置し、修了から司法試験合格までの学習拠点となる法務研修施設が使用してきたが、2010年の市ヶ谷田町キャンパスの開校に伴い移転した。
当初は施設の狭隘さを指摘されたが、2006年（平成18年）4月に市ヶ谷別館を、2009年（平成21年）2月に法科大学院研究室別棟（新宿区四谷本塩町19）を設置することで順次対応がなされてきた。これらについては2010年（平成22年）4月の市ヶ谷田町キャンパス開校によって抜本的な改善が図られた。
- 食堂や生協施設のほか、学員の支援により設置され、室内後方には見学用座席も設けられている「模擬法廷」や、主に法科大学院学生用の書籍を中心に収蔵している図書館があった。
- 正面入り口には中央大学創立者の増島六一郎、菊池武夫の胸像が設置されていた。

## 対外関係

### 他大学との協定
- 東京12大学広報連絡協議会（神田五大学広報会議）
- 学術・文化・産業ネットワーク多摩
- 首都大学院コンソーシアム
- 大学情報サミット
  - 2005年（平成17年）に発足させた情報機関協定。他の加盟校は、五十音順に慶應義塾大学、法政大学、明治大学、立教大学、早稲田大学。2010年（平成22年）に一度脱退したが、2014年（平成26年）に復帰している。
- 全国私立大学FD連携フォーラム
  - 2008年（平成20年）に発足させたFDに関する日本で初の私立大学連携協定。発足当初からの連携校は関西大学、関西学院大学、慶應義塾大学、立命館大学、同志社大学、法政大学、明治大学、立教大学、早稲田大学。
- スーパー連携大学院
  - 2007年（平成19年）に発足させた共同大学院設置を目的とする協定。2008年度に文部科学省の「戦略的大学連携支援事業（教育研究高度化型）」に採択された。他の加盟校は電気通信大学、北見工業大学、秋田県立大学、長岡技術科学大学、富山大学、信州大学、三重大学、大分大学、熊本大学。
- 個別に単位互換協定、図書館相互利用協定などを結んでいる大学一覧
  - 日本医科大学
  - 東京都立大学
  - 東京外国語大学
  - 恵泉女学園大学

### 海外協定校
- 中国大陸
  - 雲南大学
  - 雲南師範大学（中国語版）
  - 昆明理工大学（中国語版）
  - 吉林大学
  - 南開大学
  - 北京大学
  - 中国政法大学
  - 中国人民大学
  - 清華大学
  - 中国社会科学院法学研究所
  - 重慶大学
  - 大連大学
  - 北京理工大学
  - 中国社会科学院研究生院（中国語版）
  - 復旦大学
  - 浙江大学
  - 蘇州大学
  - 陝西師範大学
  - 北京科技大学
  - 中央民族大学
  - 上海理工大学
  - 大連外国語大学
  - 河海大学
  - 中山大学
  - 四川大学
  - 上海交通大学
  - 対外経済貿易大学
  - 天津理工大学（中国語版）
  - 香港大学
  - 香港城市大学
  - 大連理工大学
  - 北京師範大学
  - 厦門大学
  - 同済大学
  - 華東政法大学
  - 武漢大学
  - 首都師範大学
  - 浙江工業大学
- 台湾
  - 台湾國立中正大学犯罪防治研究所
  - 国立政治大学
  - 東呉大学
  - 国立中山大学
  - 国立中央大学
  - 南台科技大学
  - 国立台湾大学
  - 国立台北大学
  - 国立曁南国際大学人文学院
- アメリカ合衆国
  - カールトン大学
  - チュレーン大学ロースクール
  - ベネディクティン大学（英語版）
  - メアリヴィル大学（英語版）
  - アメリカン大学
  - イリノイ州立大学（英語版）
  - アリゾナ大学
  - レイクフォレスト大学（英語版）
  - ミシシッピ州立大学（英語版）
  - ボストン大学
  - インディアナ大学-パデュー大学インディアナポリス
  - セント･トーマス大学
  - カリフォルニア州立大学モントレーベイ校
  - 東テネシー州立大学（英語版）
  - パデュー大学ウエスト・ラファイエット校
  - パデュー大学カルメット校
  - カリフォルニア大学バークレー校
  - サンディエゴ州立大学
  - カリフォルニア大学デイヴィス校
  - ハワイ大学マノア校
  - ワシントン・センター（英語版）
  - テネシー大学ノックスヴィル校
  - ハワイ大学ヒロ校
  - ミシシッピ大学
  - ノースカロライナ大学アッシュビル校（英語版）
- ドイツ
  - ヴュルツブルク大学（バイエルン・ユリウス・マクシミリアン・ヴュルツブルク大学）
  - テュービンゲン大学（テュービンゲン・エーベルハルト・カールス大学）
  - ミュンスター大学（ヴェストファーレン・ヴィルヘルム大学ミュンスター）
  - ベルリン自由大学
  - オスナブリュック大学
  - ベルリン・フンボルト大学
  - フランクフルト金融経営大学（ドイツ語版、英語版）
  - ミュンヘン大学（ルートヴィヒ・マクシミリアン大学ミュンヘン）法学部
- トルコ
  - 中東工科大学

## 社会との関わり

### 法曹養成

#### 高等文官試験司法科
「法科の中央」と呼ばれ、行政科・司法科・外交科に分かれていた高等文官試験において、全私立大学中で最多の合格者を輩出した。

#### 旧司法試験
旧司法試験において1951年から1970年までの20年間、東京大学を抑え一位を保持していた。その後、いわゆる神田カルチェ・ラタン闘争にみる学生運動の激化や多摩キャンパス移転の影響もあって低迷期を迎え、1970年代から1980年代にかけて東京大学と1位を争うようになった。この間、法曹界における中央大学法学部と東京大学法学部との主導権争いは「中東戦争」とまで形容された。1990年代半ば以降は東大京大早慶等とランキングを争い、合格者ランキングの常連としての地位を確立していた。

#### 新司法試験
第1回目（2006年度）の司法試験では、中央大学法科大学院出身者（受験者数239名、最終合格者数131名）が合格者数1位であった。その後は、2012年度及び2015年度に1位の座を獲得している。
合格率では68.07%と、全法科大学院中第6位（平成17年-平成29年）。
令和4年度司法試験では、合格率26.18%、全法科大学院中第22位、また合格者数は50名、全法科大学院中第8位となった。

### 職業会計人養成
公認会計士試験合格者数は、試験開始年から1970年頃まで1位であった。しかし1970年代に慶應義塾大学、80年代前半に早稲田大学に抜かれ、80年代後半から90年代には東京大学や一橋大学に抜かれ、5位 - 7位にまで順位を下げていた。その後、経理研究所の強化（専任講師の増員、WEB授業の導入）や試験制度変更により、2000年代以降は3位前後をキープしている。また、税理士試験に関しては例年合格者数1位となっている。

### 白門
| 多摩キャンパス 100周年記念ステージ |  | 後楽園キャンパス 正門(白門) |
| 多摩キャンパス 100周年記念ステージ |  | 後楽園キャンパス 正門(白門) |

『タイムトラベル中大125：1885→2010』コラム（21）「白門の由来」も参照
中央大学の異称として「白門（はくもん）」がある。この異称が大学の文献に初めて登場するのは、1928年（昭和3年）に学生サークルである政治学会と辞達学会（弁論部）が共同主催で募集した、学生歌の一節であるという。後に中大職員となる同歌の作者は、『朝日新聞』の取材に対して、「（正確には記憶していないが）大学の徽章が白かった（から白門では）」と回顧している。
「白門」の考案者は実はその職員で、東大の赤門、早大の稲門、日大の桜門などからヒントを得たとも語っている。
ただし、実際に「白門」が多用されるようになったのは戦後からで、戦前世代にはそれほど浸透していなかったとの証言もある。
中央大学が公式に「白門」を使用したのは1949年に創刊された通信教育部の機関誌『白門』が最初で、翌年には校歌『草のみどり』の歌詞にも取り入れられた。
実在の建造物としての白門については、1959年（昭和34年）7月に当時の駿河台校舎に幅1.2m、高さ3.6mの白御影つくりの正門が建設されている（現存せず）。また、白門をイメージしたオブジェ（旧・駿河台校舎の南門、大学門標（近藤雪竹書写）、2号館玄関部分ファサード、講堂玄関ホール床模様、図書館玄関階段親柱、南門廻り鋪石）は、多摩キャンパスに移設され「100周年記念ステージ」として保存されている。現存する後楽園キャンパス正門の色も白であり、「白門」と呼ばれている。

### その他

#### 李登輝元中華民国総統講演会
2003年（平成15年）12月12日、中央大学の学内施設の貸出許可が取消されたことにより、中央大学の学生団体が急遽「よみうりランド会館」に会場を変更、台湾とを繋いだ李登輝元中華民国総統によるインターネット講演会が行われた。

### 企業・社会からの評価
- 2006年年9月23日発行のビジネス誌『週刊ダイヤモンド』94巻36号（通巻4147号）「出世できる大学」と題された特集の出世力ランキング（日本の全上場企業3,800社余の代表取締役を全調査[37][38][39]）で、中央大学は、2006年時点で存在する744大学[40]中、第23位[41]にランキングされた。
- 『週刊エコノミスト』2010年8月31日号に掲載された、「卒業生数の割に役員・管理職の人数が多い度合い」で、中央大学は、2010年時点で存在する全国の778大学[42]中、第24位（全私立大学中では第5位）にランキングされた[43]。

## 附属学校
学校法人中央大学では、中央大学の附属学校として4校の高等学校と2校の中学校を設置していることが特徴である。
初めて中等教育に進出したのは1928年（昭和3年）の中央大学商業学校設置からである。この中央大学商業学校を前身として1948年（昭和23年）に中央大学高等学校が設置された。また1952年（昭和27年）には学校法人杉並学園と合併して杉並高等学校を中央大学杉並高等学校に改称するとともに杉並中学校は廃止した。この中央大学杉並高等学校は1963年（昭和38年）に小金井市に移転したのを期に中央大学附属高等学校に改称した。なおこの移転と同時に、校名と校地・校舎を引き継いで改めて中央大学杉並高等学校が設置された。
2010年（平成22年）、はじめての附属中学校として中央大学附属高等学校に中学校を併設している。さらに同2010年には、学校法人横浜山手女子学園と合併して横浜山手女子中学・高等学校を中央大学横浜山手中学・高等学校に改称した。

### 附属校
- 中央大学附属中学校・高等学校
- 中央大学附属横浜中学校・高等学校
- 中央大学杉並高等学校
- 中央大学高等学校

### 協議中
- 文京区立第三中学校
  - 文京区教育委員会より2009年度から中央大学高等学校と隣接する区立第三中学校での中高一貫教育（教員派遣と、一定数の生徒の中大高校への受け入れ等）の提案を受け、協議を行っている。どのような関係になるのかはまだ決定していない。

## 企業からの評価

### 出世力
- 2006年年9月23日発行の『週刊ダイヤモンド』94巻36号（通巻4147号）「出世できる大学」と題された特集の出世力ランキング（日本の全上場企業3,800社余の代表取締役を全調査[44][45]）で、中央大学は、2006年時点で存在する全国の744大学中、第23位にランキングされた[46]。